# Soltau
Soltau ist eine niedersächsische Mittelstadt im Landkreis Heidekreis. Die Stadt liegt zentral in der Lüneburger Heide und ist insbesondere durch touristische Attraktionen wie den Heide-Park und die Soltau-Therme überregional bekannt.

## Geographie
Soltau liegt in der Lüneburger Heide an den Flüssen Böhme und Soltau. In der Raumordnung ist die Stadt als Mittelzentrum ausgewiesen. Die Entfernungen zu den Großstädten Bremen im Westen, Hamburg im Norden und Hannover im Süden betragen jeweils rund 65 bis 70 Kilometer.

### Stadtgliederung
Folgende frühere Gemeinden und heutige Ortschaften bzw. Stadtteile bilden zusammen mit der Kernstadt das Stadtgebiet von Soltau:

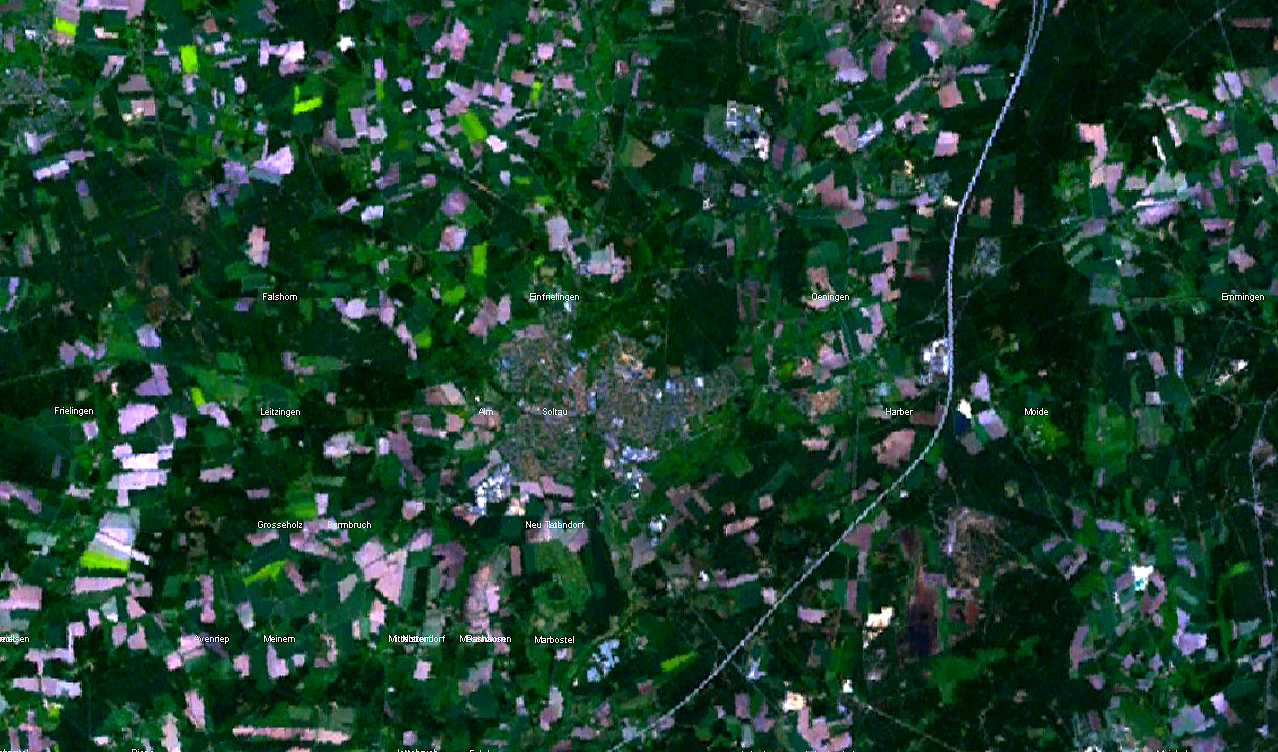
Satellitenbild von Soltau und Ortsteilen (Quelle: NASA World Wind 1.4)

| 1. Ahlften (ca. 515 Einwohner) 2. Brock (ca. 140) 3. Deimern mit Timmerloh und Harmelingen (ca. 185) 4. Dittmern mit Friedrichseck und Hambostel (ca. 700) 5. Harber (ca. 1150) 6. Hötzingen (ca. 300) 7. Leitzingen (ca. 60) 8. Marbostel (ca. 105) | 1. Meinern (ca. 285) 2. Mittelstendorf (ca. 130) 3. Moide (ca. 35) 4. Oeningen (ca. 160) 5. Tetendorf (ca. 180) 6. Wiedingen (ca. 120) 7. Woltem (ca. 240) 8. Wolterdingen (ca. 1100) |

### Nachbargemeinden
| Neuenkirchen, Rotenburg (Wümme) 11 km, 33 km | Schneverdingen, Hamburg 15 km, 63 km        | Bispingen, Lüneburg 15 km, 48 km |
| Visselhövede, Verden 17 km; 42 km            | Kompassrose, die auf Nachbargemeinden zeigt | Munster, Uelzen 17 km, 48 km     |
| Walsrode 22 km                               | Bad Fallingbostel, Hannover 16 km; 69 km    | Bergen, Celle 21 km; 43 km       |

### Klima
Mit einem durchschnittlichen Jahresniederschlag von 741 mm liegt Soltau knapp über dem deutschlandweiten Mittelwert von 700 mm. Die durchschnittliche Temperatur beträgt 8,4 °C und schwankt zwischen −0,1 °C im Januar und 17,6 °C im Juli.
|                       | Jan | Feb | Mär | Apr | Mai | Jun | Jul | Aug | Sep | Okt | Nov | Dez |   |      |
| Mittl. Tagesmax. (°C) | 2   | 4   | 7   | 12  | 17  | 21  | 22  | 22  | 18  | 13  | 7   | 4   | ⌀ | 12,5 |
| Mittl. Tagesmin. (°C) | −3  | −2  | 0   | 3   | 7   | 10  | 12  | 12  | 9   | 6   | 2   | −1  | ⌀ | 4,6  |
|                       |     |     |     |     |     |     |     |     |     |     |     |     |   |      |
| Niederschlag (mm)     | 73  | 49  | 60  | 55  | 60  | 82  | 76  | 77  | 64  | 59  | 75  | 82  | Σ | 812  |
|                       |     |     |     |     |     |     |     |     |     |     |     |     |   |      |
| Sonnenstunden (h/d)   | 1,4 | 2,3 | 3,5 | 5,0 | 6,8 | 6,8 | 6,3 | 6,5 | 4,6 | 3,3 | 1,6 | 1,1 | ⌀ | 4,1  |
|                       |     |     |     |     |     |     |     |     |     |     |     |     |   |      |
| Regentage (d)         | 19  | 16  | 14  | 16  | 14  | 15  | 17  | 16  | 15  | 16  | 19  | 18  | Σ | 195  |
|                       |     |     |     |     |     |     |     |     |     |     |     |     |   |      |
| Luftfeuchtigkeit (%)  | 89  | 85  | 81  | 76  | 72  | 74  | 76  | 77  | 82  | 85  | 88  | 90  | ⌀ | 81,2 |

| −3 |

| −2 |

| 0 |

| 3 |

| 7 |

| 10 |

| 12 |

| 12 |

| 9 |

| 6 |

| 2 |

| −1 |

| −3 |

| −2 |

| 0 |

| 3 |

| 7 |

| 10 |

| 12 |

| 12 |

| 9 |

| 6 |

| 2 |

| −1 |

## Geschichte

### Mittelalter
Die Landschaft in der Lüneburger Heide war bereits seit Beginn der Jungsteinzeit vor etwa 4000 Jahren besiedelt, darauf deuten zahlreiche archäologische Funde hin. Im Raum Soltau lagen zunächst lediglich einzelne Höfe. Vermutlich um 830 wurde die Parochie Soltau gegründet und die erste hölzerne Kirche Sante Johannis Baptista gebaut.
Zum ersten Mal urkundlich erwähnt wurde Soltau im Jahr 936 als „Curtis Salta“ (Hof an der Salzaue). König Otto der Große schenkte das Erbgut aus der Karolingerzeit dem Stift Quedlinburg. In einem Zeitraum von fast 600 Jahren wurde aus dem Hof „Curtis Salta“ das Dorf „Soltouwe“. Es befand sich im Gebiet zwischen Johanniskirche und Waldmühle. Alte Bezeichnungen waren Salzowe (im 10. Jahrhundert), Saltowe (1068 und 1197) und Soltowe (1304). Der Name Soltau wurde erstmals 1791 verwendet und entstand aus den Wortstämmen Solt (Salz) und -au (Fluss/Bach).

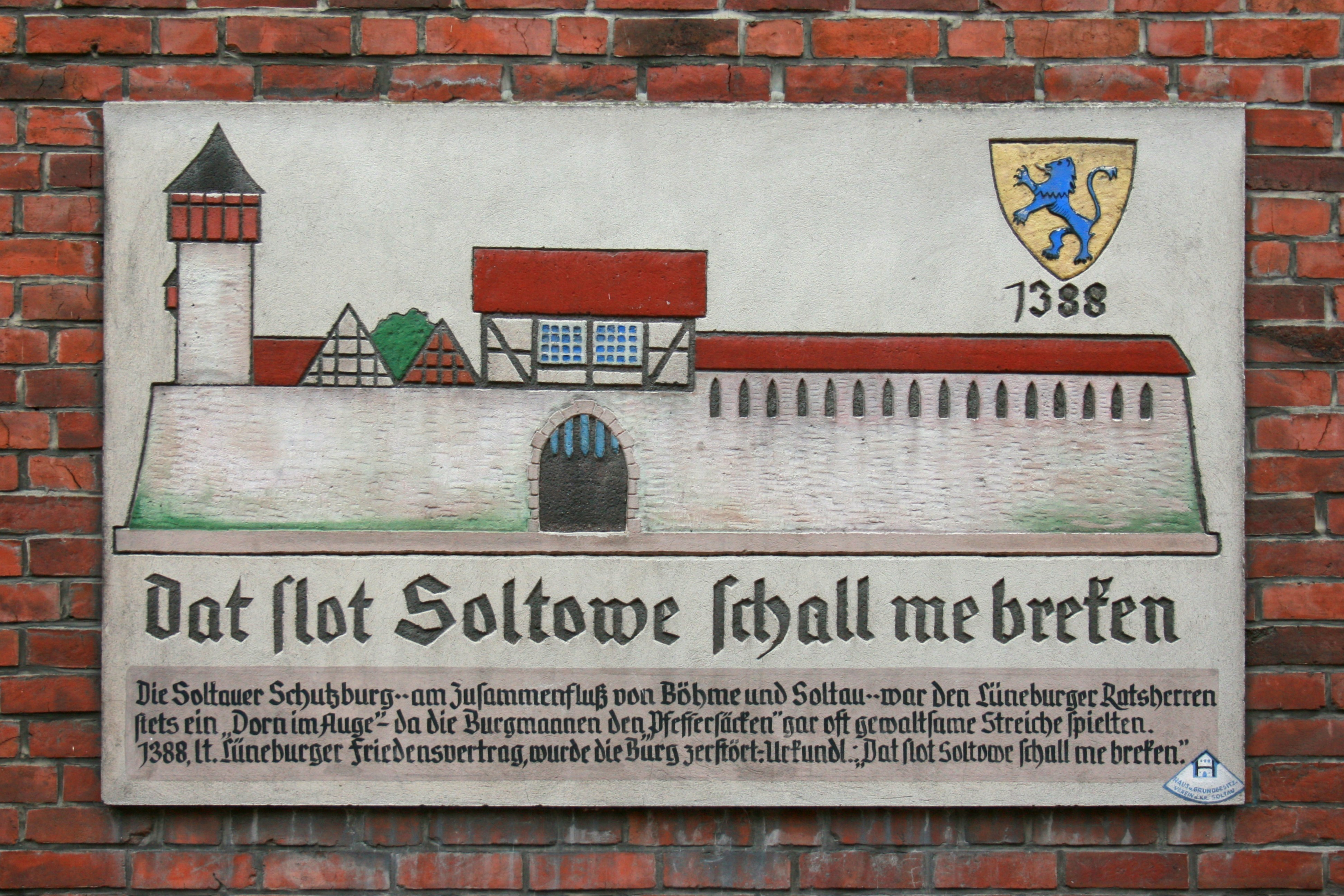
Erinnerung an den Abbruch der Burg im Jahre 1388

Erste Befestigungen am Zusammenfluss von Soltau und Böhme, der heutigen Innenstadt, lassen sich auf die Zeit Kaiser Friedrichs I. Barbarossa zurückführen (1152), die aber später verbaut wurden. Bei Bauarbeiten am Wehr der Ratsmühle wurden Palisadenstrukturen entdeckt, die sich aufs Jahr 1241 zurückdatieren lassen. 1304 wurde die Vogtei Soltau an das Domkapitel zu Verden verkauft. Zwischen 1383 und 1388 wurde das Dorf auf Anordnung des Herzogs zum Schutz vor Raubrittern an den Zusammenfluss der Flüsse Böhme und Soltau in die Nähe von Hagen und Burg, die heute die Innenstadt darstellen, verlegt. Im Anschluss wurde im Friedensvertrag des Lüneburger Erbfolgekrieges der Abbruch der Burg beschlossen, gleichzeitig erhielt Soltau am 15. Juli 1388 als Ausgleich das Stadtrecht. Im Jahr 1400 wurde der Gildebrief ausgestellt, welcher zum Handel berechtigt. 1440 wurde ein weiterer Gildebrief speziell an die Schmiede, Schneider, Schuster, Laken- und Tuchmacher verliehen.
Die Folgen des Erbfolgekrieges waren in Soltau deutlich zu spüren und verhinderten ein schnelles Wachstum der jungen Stadt, die Verhältnisse waren elend und führten viele bäuerliche Betriebe in den Ruin. Dazu kam, dass Soltau weit entfernt von den Herrschaftssitzen lag, sodass es kaum direkte Unterstützung gab und kein Zugehörigkeitsgefühl zu einer Herrschaft entstehen konnte. 1479 kam Soltau an das Herzogtum Braunschweig-Lüneburg, eine Amtsvogtei wurde eingerichtet. Im Jahr 1511 wurde die Stadt durch einen Brand vollständig zerstört.
Die letzte bekannte Ritterschlacht überhaupt fand im Juni 1519 auf dem Wiehe Holt in der Nähe von Soltau statt und ist als Schlacht bei Soltau bekannt, welche den Höhepunkt der Hildesheimer Stiftsfehde darstellte. Nach alten Überlieferungen soll es nur einer List des Soltauer Bürgers Harm Tyding, der den anrückenden Braunschweigern die Lagerung eines großen Lüneburger Heeres vortäuschte und sie zu einem Umweg verleitete, zu verdanken sein, dass die Stadt nicht erneut zerstört wurde.

### Neuzeit

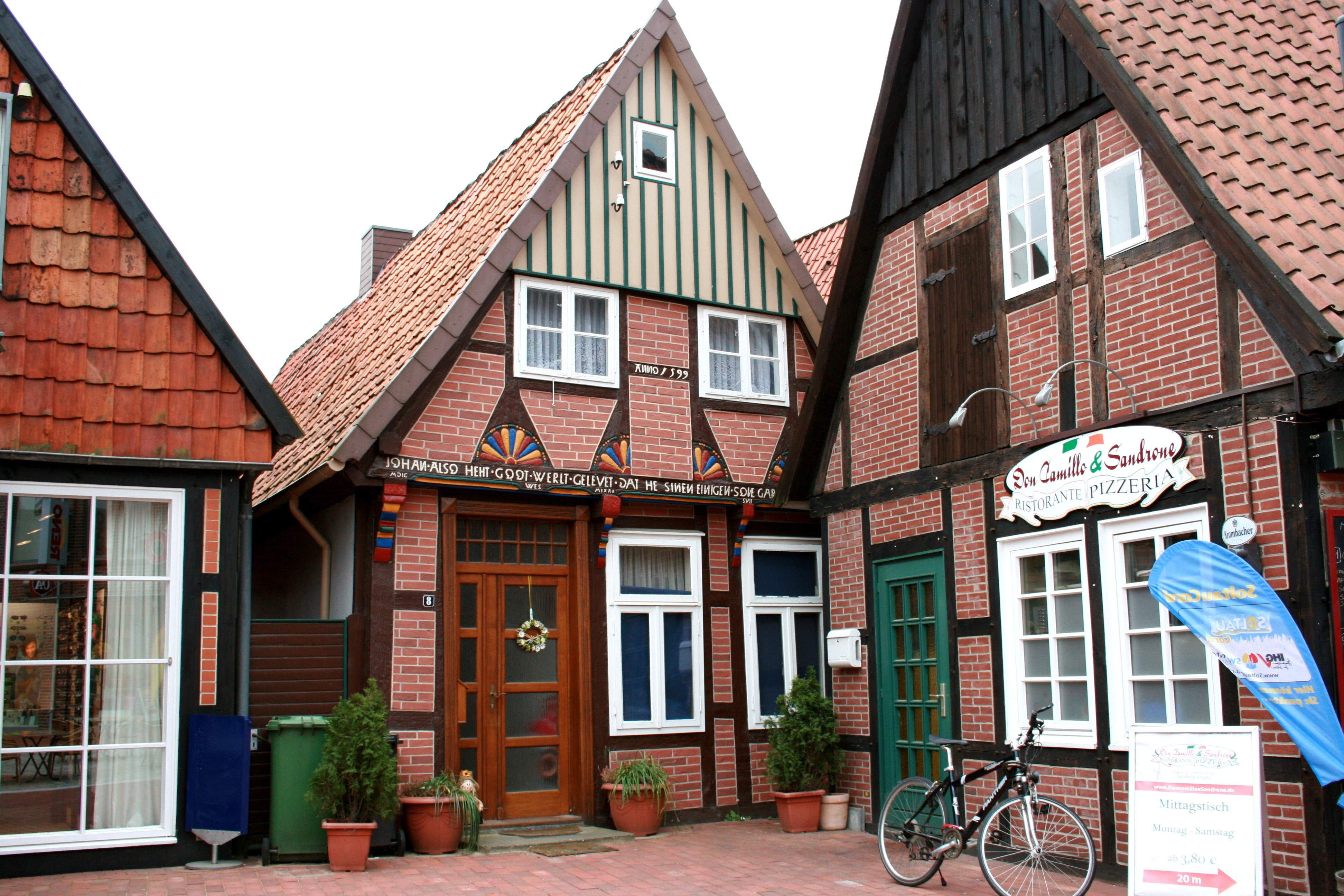
Bürgermeisterhaus im Hagen, Baujahr 1599

1533 wurde das Rathaus in einer ehemaligen Kapelle an der Marktstraße eingerichtet. Bei einem Fachwerkhaus in der Burg (Hausnummer 3) wurden 2019–2021 nach dendrochronologischen Untersuchungen einzelne Balken auf die Jahre 1334–1552 (Fälldatum) datiert. Es ist damit sogar älter als das Bürgermeisterhaus im Hagen aus dem Jahr 1599, das als ältestes erhaltenes Haus Soltaus galt.
1567 zerstörte ein weiterer Großbrand große Teile der Stadt. Die Pest wütete 1626 und ließ die Einwohnerzahl dramatisch sinken.
Im Dreißigjährigen Krieg wurde Soltau ein weiteres Mal komplett zerstört. Alles was blieb, war eine große Ruine in der Landschaft, nur ein einziges Gebäude aus der damaligen Zeit ist erhalten geblieben. Die Auswirkungen des Kriegs waren verheerend; es dauerte lange, bis Soltau sich von den Folgen erholte. Die Spuren des Kriegs und die Besetzung durch schwedische Truppen, die 1632 begann, dokumentiert noch heute der „Ellinger Grenzstein“.
Garnisonstadt wurde Soltau im Jahr 1712, im gleichen Jahr wurde auch die erste Tuchfabrik errichtet. Napoleonische Truppen besetzten die Stadt 1803 und machten sie 1810 zur französischen Grenzstadt zum Königreich Westphalen. Soltau gehörte zum Kanton Harburg im Departement der Nieder-Elbe. 1813 beendeten Lützower Jäger und Kosaken die zehnjährige Besatzungszeit („Franzosenzeit“). Im Jahr 1826 entstand das heutige Alte Rathaus an der Poststraße.
Ab 1873 führte die erste Bahnstrecke, die Bremen und Berlin als Amerikalinie verband, durch Soltau, später folgten noch die Strecken der Heidebahn, die seit 1901 Hamburg und Hannover verbindet, und 1912 die Strecken der Osthannoversche Eisenbahnen AG nach Celle und Lüneburg. 1885 wurde Soltau zur Kreisstadt.
1888 wurde der Bau der evangelisch-lutherischen Zionskirche (SELK) im heutigen Ortsteil Neutetendorf vollendet und geweiht. An Heiligabend 1906 zerstörte ein Brand die (1464 erstmals urkundlich erwähnte) St.-Johannis-Kirche; diese wurde wiederaufgebaut und steht noch heute. 1911 wurde die Lutherkirche als zweite evangelische Kirche der Landeskirche Hannovers eingeweiht, 1915 folgte die römisch-katholische St.-Marien-Kirche. Eine königliche Offizier-Reitschule wurde 1913 gegründet.
Das Lager Soltau, das größte deutsche Kriegsgefangenenlager des Ersten Weltkriegs, wurde 1914 eröffnet. 1919 wurde ein 2.000 Kubikmeter fassender Gasbehälter errichtet. Bis zu seinem Abriss im Jahr 1971 galt er als ein Wahrzeichen Soltaus.
Ab 1934 beherbergte das Lager Wolterdingen mehrere Einheiten der Wehrmacht und nach Ende des Zweiten Weltkriegs bis etwa 1960 Flüchtlinge und heimkehrende Zwangsarbeiter. Zeitweise verlief die Front durch Soltau. Am 17. April 1945 besetzten britische Truppen nach starkem Artilleriebeschuss Soltau. Zuvor hatten Einheiten der Wehrmacht erbittert versucht, an der Aller ihren Vormarsch zu stoppen. Die Angriffe trafen um ein Vielfaches mehr Zivilisten als Soldaten; die Stadt wurde im April 1945 teilweise zerstört.

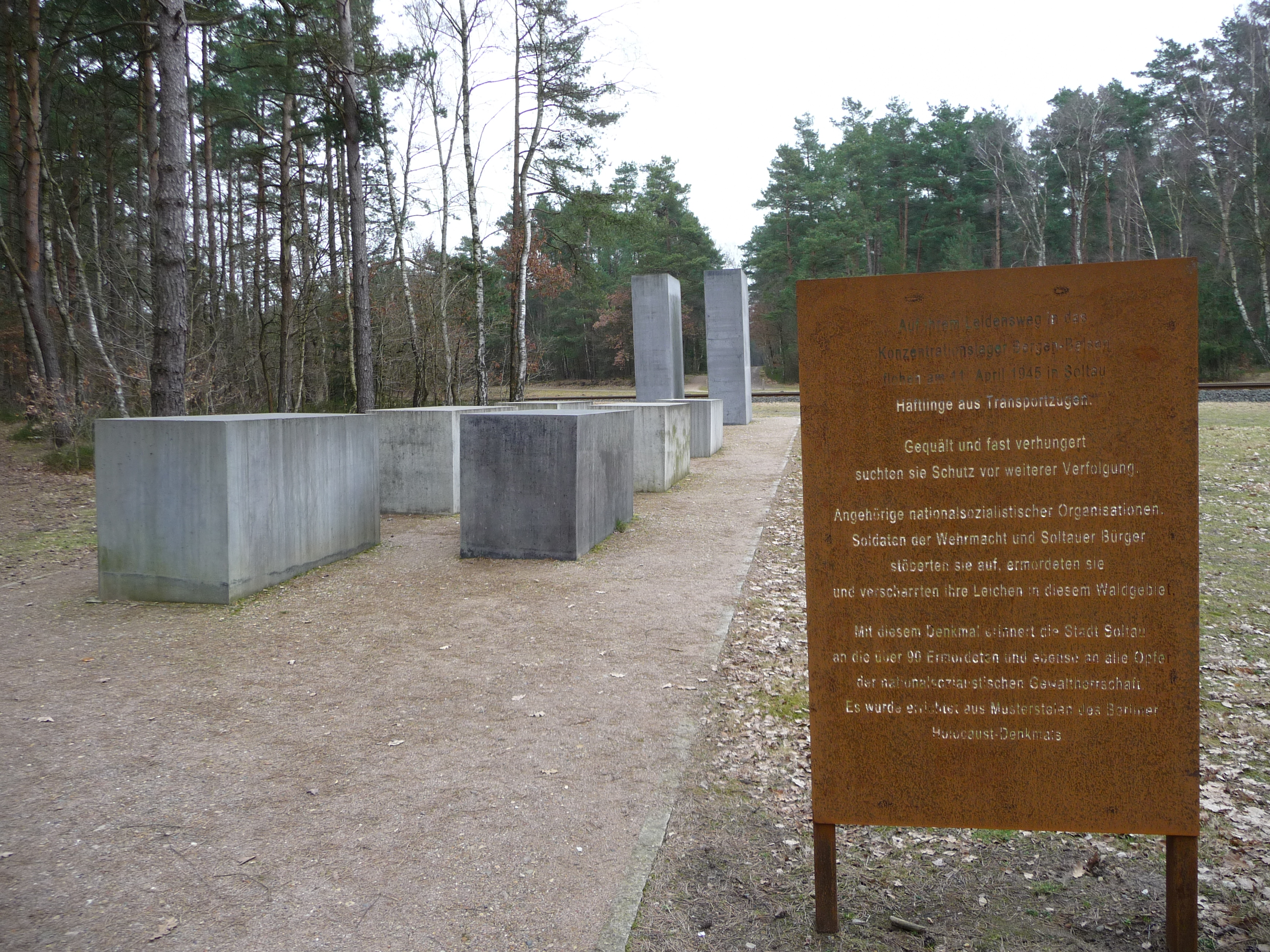
Holocaust-Mahnmal

In Soltau kam es kurz vor der Befreiung der Stadt durch alliierte Truppen im April 1945 zu einem Verbrechen an entflohenen KZ-Häftlingen. Diese hatten sich aus einem zerbombten Güterzug in Soltau befreien können. In den folgenden Tagen wurden über 100 von ihnen durch Angehörige der Wehrmacht, SS, der örtlichen Hitlerjugend sowie von einigen Soltauer Bürgern gejagt, eingefangen und anschließend an Ort und Stelle oder an Sammelplätzen im Stadtgebiet erschlagen bzw. erschossen. Unter Lebensgefahr unterstützten einige wenige Bürger Geflohene mit Nahrungsmitteln und Kleidung. Gerichtsverfahren gegen an den Verbrechen Beteiligte in der Nachkriegszeit endeten mit Freisprüchen aus Mangel an Beweisen. Zur Erinnerung an diese in Soltau ermordeten Menschen wurde 2007 nahe dem Tatort ein Mahnmal aus acht Musterstelen des Berliner Holocaust-Mahnmals errichtet.

### Gegenwart
Der Wiederaufbau der Stadt und die Bereitstellung zahlreicher neuer Baugebiete hatten in den 1950er und 1960er Jahren Priorität und führten zu einem Bauboom in der Stadt.
Am 1. März 1974 wurden im Rahmen der Gebietsreform in Niedersachsen die Gemeinden Ahlften, Brock, Deimern, Dittmern, Harber, Hötzingen, Leitzingen, Marbostel bei Soltau, Meinern, Mittelstendorf, Moide, Oeningen, Tetendorf, Wiedingen, Wolterdingen und Woltem eingegliedert. Im Jahr 1977 wurden die Landkreise Soltau und Fallingbostel zum Landkreis Soltau-Fallingbostel zusammengelegt; Soltau verlor den Kreissitz.
In den 1980er Jahren wurde ein umfangreicher Plan zur Stadterneuerung entwickelt und umgesetzt. Die Umwandlung der Marktstraße in eine Fußgängerzone und die Neugestaltung des Hagens gehörten ebenso dazu wie der Bau des Neuen Rathauses.

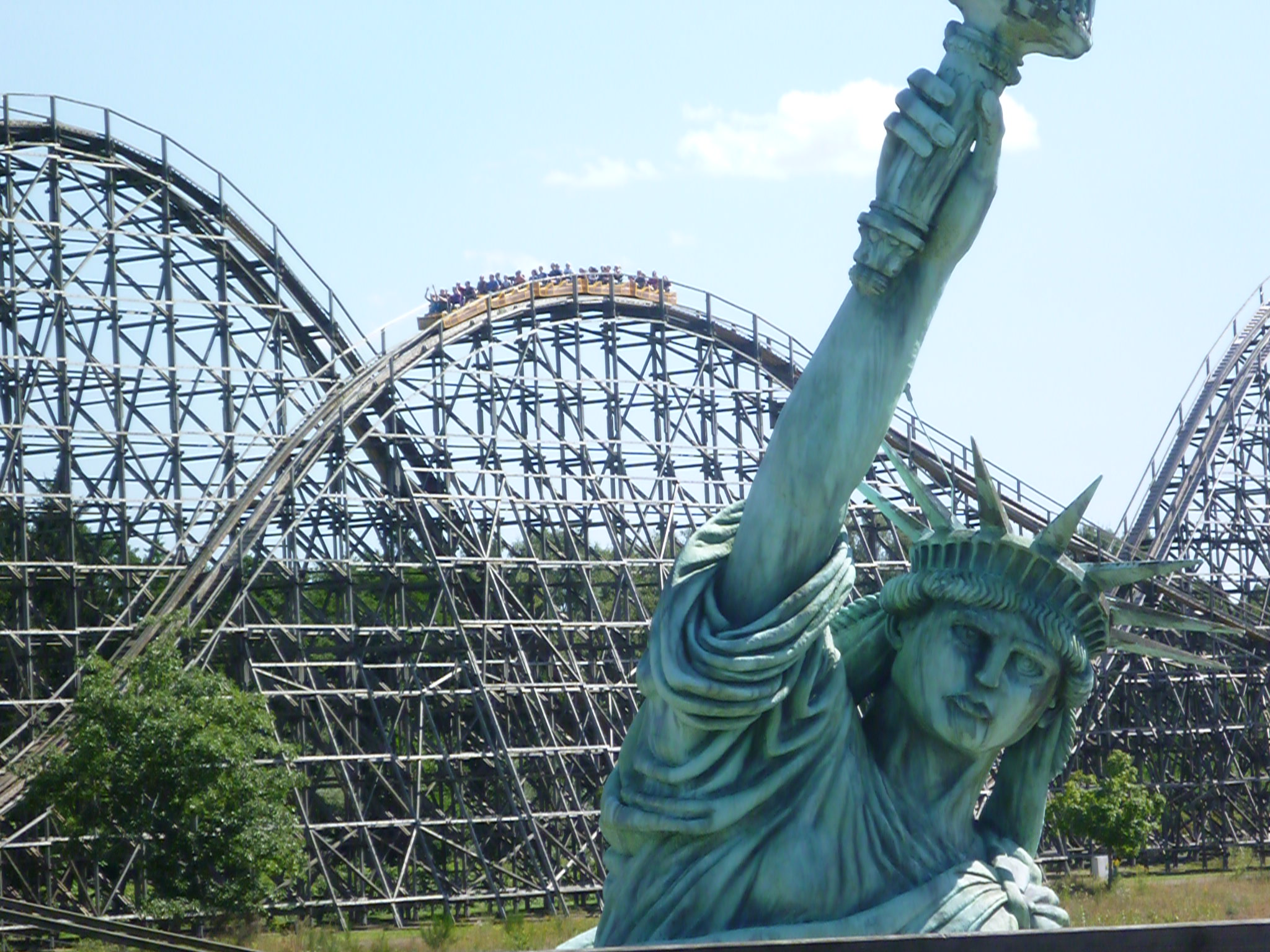
Heide-Park, Freiheitsstatue mit Colossos

Der Heide-Park wurde im Jahr 1978 eröffnet, heute ist er der größte Freizeitpark Norddeutschlands, in dem unter anderem im Jahr 2001 „Colossos“, die damals größte und steilste Holzachterbahn der Welt, und im Jahr 2003 „Scream“, der höchste Freifallturm der Welt, eingeweiht wurden. Weitere Touristenattraktionen kamen in der Folge mit dem Spielzeugmuseum im Jahr 1984 und der Soltau-Therme 1990 hinzu.
Nach dem Abzug der britischen Streitkräfte 1993 wurde das britische Kasernengelände als erstes in Deutschland in private Nutzung umgewandelt, heute steht dort unter anderem das 2003 eröffnete Veranstaltungszentrum Alte Reithalle.
Im März 2007 wurde ein Konzept für die Modernisierung der Innenstadt vorgestellt. Der in den 1970er Jahren gebaute und seit 2004 ungenutzte „Schaper-Markt“, eine Fußgängerbrücke (im Volksmund „Fenner-Kringel“), ein Parkhaus und die Bühne im Hagen wurden 2008 abgerissen, sodass ein neues Gebäude mit einer Gesamtverkaufsfläche von etwa 4000 m² entstehen konnte. Das neue Geschäftsgebäude wurde im März 2009 eröffnet.
Ende August 2012 eröffnete nach langjährigen Diskussionen und Planungen in Soltau-Harber das Designer Outlet Soltau auf einer Gesamtfläche von 13.500 m². 2015 ergänzte die Filzwelt in der Innenstadt die touristischen Attraktionen Soltaus.

### Einwohnerentwicklung
Die älteste Bürgerliste im Stadtbuch aus dem Jahr 1452 zählte 42 Haushalte in Soltau, dies entsprach nach den damaligen Verhältnissen gut 200 Einwohnern. Um 1600 gab es etwa 100 Haushalte in Soltau, dies entsprach etwa 500 Einwohnern, die in ca. 70 Wohnhäusern lebten. Die Pest wütete 1626 und ließ die Einwohnerzahl dramatisch sinken. Die Einwohnerzahl stieg dann zunächst langsam, ab 1940 schneller an. Die große Zunahme 1974 ist durch eine Gebietsreform und der damit verbundenen Eingemeindung von 16 umliegenden Ortschaften zu erklären. Nach einem kurzen Einbruch der Zahlen wuchs die Einwohnerzahl in den 1990er Jahren weiter an und erreichte 2005 die bisherige Höchstmarke von 22.044. Nach internen Zählungen gibt die Stadt zum Teil größere Zahlen an, so z. B. für das Jahr 2001 23.508 Bewohner, dies ist meist mit dem Mitzählen von Zweitwohnsitzen zu erklären. Seitdem sinkt die Bevölkerungszahl jährlich leicht. Auch in den nächsten Jahren soll nach einer Studie der Bertelsmann Stiftung dieser Trend anhalten. Für das Jahr 2025 prognostiziert die Studie eine Einwohnerzahl von 21.614.
| Jahr                 | Einwohner |
| -------------------- | --------- |
| 1452                 | ca. 220   |
| 1600                 | ca. 500   |
| 1626                 | ca. 60    |
| 3. Dezember 1864 ¹   | 2.000     |
| 1. Dezember 1890 ¹   | 3.419     |
| 2. Dezember 1895 ¹   | 4.025     |
| 1. Dezember 1905 ¹   | 4.861     |
| 16. Juni 1925 ¹      | 5.723     |
| 16. Juni 1933 ¹      | 6.746     |
| 17. Mai 1939 ¹       | 8.318     |
| 13. September 1950 ¹ | 14.560    |
| 1. Oktober 1960      | 14.483    |
| 6. Juni 1961 ¹       | 14.366    |
| 27. Mai 1970 ¹       | 15.674    |
| 31. Dezember 1972    | 15.873    |

| Jahr              | Einwohner |
| ----------------- | --------- |
| 31. Dezember 1974 | 20.189    |
| 31. Dezember 1980 | 18.921    |
| 31. Dezember 1985 | 18.940    |
| 31. Dezember 1990 | 19.714    |
| 31. Dezember 1991 | 20.031    |
| 31. Dezember 1995 | 21.040    |
| 31. Dezember 2000 | 21.906    |
| 31. Dezember 2005 | 22.044    |
| 31. Dezember 2007 | 21.950    |
| 31. Dezember 2008 | 21.831    |
| 31. Dezember 2011 | 21.672    |
| 31. Dezember 2016 | 21.324    |
| 31. Dezember 2017 | 21.257    |
| 31. Dezember 2018 | 21.317    |
| 31. Dezember 2019 | 21.268    |
| 31. Dezember 2021 | 21.309    |

¹ Volkszählungsergebnis

## Religion
Die Mehrheit der konfessionell gebundenen Einwohner gehört zur evangelisch-lutherischen Kirche. Soltau ist Sitz der Superintendentur des Kirchenkreises Soltau und war von 1936 bis 1959 Sitz der Landessuperintendentur des Sprengels Celle. Darüber hinaus war Soltau von 2013 bis 2018 auch Sitz der Superintendentur des Kirchenbezirk Niedersachsen-West der SELK.
Daneben gibt es eine römisch-katholische Gemeinde mit einer Pfarrkirche, eine neuapostolische Gemeinde sowie Zeugen Jehovas und Angehörige des Islam. Letztere richteten 2010 die erste Moschee des Landkreises in Soltau ein.

## Politik

### Stadtrat
Der Rat der Stadt Soltau besteht aus 34 Ratsmitgliedern. Dies ist die festgelegte Anzahl für eine Gemeinde mit einer Einwohnerzahl zwischen 20.001 und 25.000 Einwohnern. Die Ratsmitglieder werden durch eine Kommunalwahl für jeweils fünf Jahre gewählt. Neben den 34 in der Gemeinderatswahl gewählten Mitgliedern ist außerdem der hauptamtliche Bürgermeister im Rat stimmberechtigt.
Die Sitze verteilen sich seit der Kommunalwahl am 12. September 2021 folgendermaßen auf die einzelnen Parteien oder Listen:
| Stadtrat 2021Insgesamt 34 Sitze - SPD: 9 - Grüne: 4 - BU: 6 - DSW: 1 - FDP: 2 - CDU: 10 - AfD: 2 |

Bei den vorherigen Kommunalwahlen ergaben sich die folgenden Sitzverteilungen und Ergebnisse:
| Parteien und Wählergemeinschaften | Parteien und Wählergemeinschaften                | 2021  | 2021  | 2016  | 2016  | 2011  | 2011  | 2006  | 2006  | 2001  | 2001  | 1996  | 1996  | 1991  | 1991  | 1986  | 1986  |
|                                   |                                                  | %     | Sitze | %     | Sitze | %     | Sitze | %     | Sitze | %     | Sitze | %     | Sitze | %     | Sitze | %     | Sitze |
| --------------------------------- | ------------------------------------------------ | ----- | ----- | ----- | ----- | ----- | ----- | ----- | ----- | ----- | ----- | ----- | ----- | ----- | ----- | ----- | ----- |
| CDU                               | Christlich Demokratische Union Deutschlands      | 30,93 | 10    | 36,32 | 12    | 37,85 | 13    | 35,03 | 12    | 43,12 | 15    | 37,59 | 14    | 32,72 | 11    | 42,94 | 15    |
| SPD                               | Sozialdemokratische Partei Deutschlands          | 25,43 | 9     | 26,04 | 9     | 28,12 | 10    | 31,39 | 11    | 32,92 | 12    | 28,89 | 10    | 27,81 | 9     | 30,71 | 11    |
| BU                                | Bürgerunion                                      | 16,57 | 6     | 10,18 | 4     | 13,21 | 5     | 19,45 | 6     | 13,53 | 4     | 18,92 | 7     | 17,55 | 6     | 16,06 | 5     |
| Grüne                             | Bündnis 90/Die Grünen                            | 12,68 | 4     | 9,14  | 3     | 12,09 | 4     | 5,14  | 2     | 4,88  | 1     | 10,52 | 3     | 17,58 | 6     | 6,80  | 2     |
| AfD                               | Alternative für Deutschland                      | 5,41  | 2     | 8,73  | 3     | -     | -     | -     | -     | -     | -     | -     | -     | -     | -     | -     | -     |
| FDP                               | Freie Demokratische Partei                       | 5,30  | 2     | 2,76  | 1     | 1,42  | 0     | 6,40  | 2     | 5,54  | 2     | 4,09  | 0     | 4,34  | 1     | 2,05  | 0     |
| DSW                               | Der Soltauer Weg – Wählergemeinschaft für Soltau | 1,93  | 1     | -     | -     | -     | -     | -     | -     | -     | -     | -     | -     | -     | -     | -     | -     |
| Linke                             | Die Linke                                        | 1,75  | 0     | 1,28  | 0     | 2,69  | 1     | 2,59  | 1     | -     | -     | -     | -     | -     | -     | -     | -     |
| dps                               | dps – Unabhängige Ratsfraktion                   | -     | -     | 5,54  | 2     | 4,34  | 1     | -     | -     | -     | -     | -     | -     | -     | -     | -     | -     |
| Gesamt                            | Gesamt                                           |       | 34    |       | 34    |       | 34    |       | 34    |       | 34    |       | 34    |       | 33    |       | 33    |

### Bürgermeister

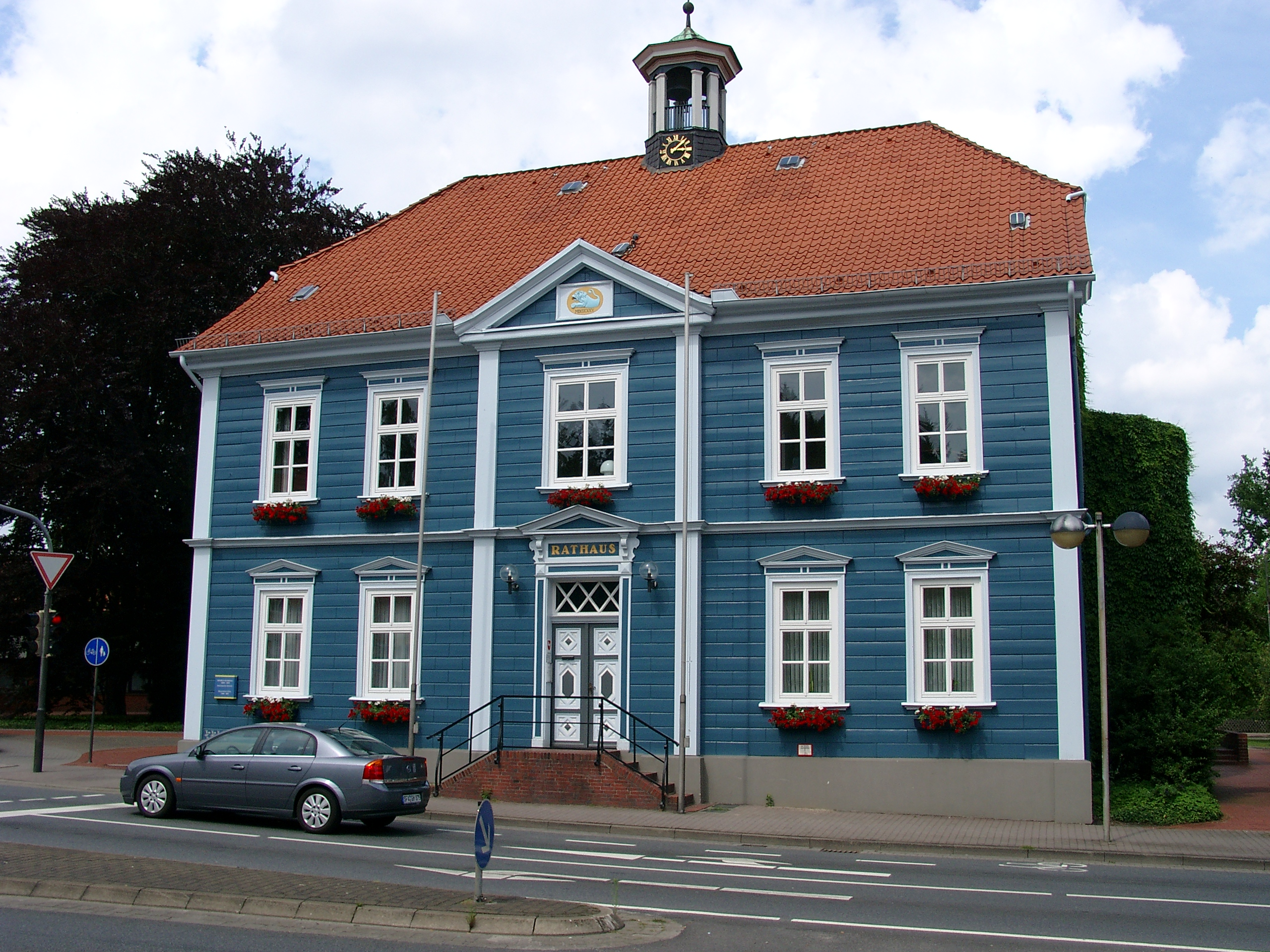
Altes Rathaus in Soltau

Ab etwa 1410 bestand die Verwaltung der Stadt Soltau nachweislich aus einem Bürgermeister (proconsules) und drei weiteren Ratsmitgliedern (consules). Diese Zusammensetzung bestand vermutlich bis ins 19. Jahrhundert.
Von 1946 bis 2001 wurde die Stadt durch eine Doppelspitze aus ehrenamtlichen Bürgermeister und Stadtdirektor als Leiter der Verwaltung geführt. Als Stadtdirektoren arbeiteten Werner Peterssen (1946–1951), Paul Müller (1951–1956), Friedrich Peters (1957–1971) und Jürgen Fenner (1971–2001). 2001 wurden die beiden Posten im Amt des hauptamtlichen Bürgermeisters zusammengefasst.
Direkt gewählter Bürgermeister der Stadt ist Karsten Brockmann (BürgerUnion).

#### Liste ehemaliger Bürgermeister
- 1461–1474: Johan Meyer
- 1474–1476: Harmen Barnebroke
- 1476–1477: Hinrich Lakenmacher
- 1478–1481: Johan Meyer
- 1481–1485: Hinrich Lakenmacher
- 1485–1500: Diderik to Moide
- 1500–1536: Hans Smet
- 1536–1545: Henning Smet
- 1545: Hans Pentzhorn
- 1545–1549: Cordt Meyer
- 1549–1559: Peter Brümmerhoff
- 1559–1560: Jürgen Wolters
- 1560–1567: Ludtke Wischhof
- 1567: Otto von Kroge
- 1567–1568: Jürgen Wolters
- 1568–1570: Otto von Kroge
- 1570–1575: Ripke Pentzhorn
- 1575: Hinrich van Swolle
- 1575–1580: Hans Meyer
- 1580–1581: Otto von Kroge
- 1581–1589: Barthold von Alven
- 1589–1593: Hinrich Swulle
- 1593–1597: Hans Meyer
- 1597–1599: Diderik Schütte
- 1599–1604: Hans Meyer
- 1604–1609: Diderik Schütte
- 1609–1619: Henning Drewes
- 1619–1655: Hans Schütte
- 1655–1690: Albert Helberg
- 1690–1693: Hans von Minden
- 1693–1710: Johann Schütte
- 1710–1745: Heinrich Springhorn
- 1745–1750: Joachim Röders
- 1750–1768: Diedrich van Alven
- 1768–1784: Rudolf Thieling
- 1784–1802: Joachim Springhorn
- 1802–1815: Johann Wilhelm Bornemann
- 1815–1824: Carl Dietrich Dransfeld
- 1824–1825: Johann Wilhelm Bornemann
- 1825–1832: Johann Christian Röders
- 1832–1848: Carl Breiding
- 1848–1853: Eduard Weinlig
- 1853–1857: Daniel Bornemann
- 1857–1861: Andreas Springhorn
- 1861–1869: Andreas Ernst Albers
- 1869–1871: Daniel Bornemann
- 1872–1878: Johann Ferdinand Meyer
- 1878–1884: Carl Hümme
- 1884–1887: Friedrich Freudenthal
- 1887–1896: Alfred Wilhelm Eduard Carl Lüning
- 1896–1904: Viktor Pfeiffer
- 1904–1909: Rudolf Picker
- 1909–1913: Fritz Scheel
- 1913–1945: Willy Klapproth
- 1945–1946: Werner Peterssen
- 1946–1948: Hermann Wilkens
- 1948–1972: Hartwig Lindloff
- 1972–1974: Wolfgang Buhr
- 1974–1976: Walter Rothardt
- 1976–1981: Jochen Rothardt
- 1981–1991: Emil Werner
- 1991–1996: Wolfgang Bargmann
- 1996–2006: Christa Erden
- 2006–2014: Wilhelm Ruhkopf
- 2014–2021: Helge Röbbert
- 2021–2024: Olaf Klang
- Seit 2025: Karsten Brockmann

### Wappen und Flagge
| Wappen und Hissflaggen |  |
|                        |  |
|                        |  |

Blasonierung: „In Gold ein wachsendes schwarz gefugtes, rotes Stadttor mit ausgestellten Torseiten und gefasstem offenem Rundportal unter dem Zinnenabschluss, daraus wachsend drei rote Rundtürme, belegt mit einem oberhalben blauen Löwen, der mittlere leicht erhöht, in allen unterhalb der mit schwarzen Kreuzen besteckten - das mittlere mit Turmkugel und Kreuz - blauen Kegeldächer ein silbern gefasstes schwarzes Rundbogenfenster.“
Die Internetpräsenz der Stadt zeigt das auch hier aufgeführte Wappen, das wie folgt blasoniert werden müsste: Gold, auf einem roten, geöffneten Stadttor drei rote Türme mit blauen Spitzdächern und belegt mit einem oberhalben blauen Löwen. Diese Komposition (der unmotiviert ausgestaltete oberhalbe Löwe mit Schweif) wäre etwas ungewöhnlich, so dass die Frage aufgeworfen wird, ob da nicht ein heraldisches Missgeschick geschehen ist.
Der Löwe ist der lüneburgische Löwe.
Ursprünglich lag der Löwe auf dem Tor, doch zu Beginn des 19. Jahrhunderts wurde dies geändert. Die ältesten Wappen stammen aus der Zeit um 1400 und zeigten damals noch nur den blauen Löwen.
Beschreibung der Flagge: „Die Farben der Stadt sind gelb-blau. Die Hissflagge ist gelb-blau geteilt mit dem aufgelegten Wappen in der Mitte. Sie wird auch ohne Wappen gezeigt.“

### Städtepartnerschaften
- Coldwater, USA (seit 1971)
- Laon, Frankreich (seit 1972)
- Soldin/Myślibórz, Polen (seit 1997)
- Osterburg, Deutschland, Städtefreundschaft (seit 1991)
- Grünberg in Schlesien/Zielona Góra, Polen, Städtefreundschaft (seit 1997)

### Wahlen
Bei den Wahlen zum niedersächsischen Landtag bildet Soltau mit den Städten Munster und Schneverdingen sowie den Gemeinden Bispingen und Neuenkirchen den Wahlkreis Soltau.
Bei Bundestagswahlen hat Soltau Zugehörigkeiten zu verschiedenen Bundestagswahlkreisen vorzuweisen:
| Bundestagswahlen       | Wahlkreisnummer | Bezeichnung                         |
| ---------------------- | --------------- | ----------------------------------- |
| 1949, 1953, 1957, 1961 | 36              | Harburg – Soltau                    |
| 1965, 1969, 1972, 1976 | 30              | Soltau – Harburg                    |
| 1980, 1983             | 30              | Soltau-Fallingbostel – Rotenburg    |
| 1987, 1990, 1994, 1998 | 30              | Soltau-Fallingbostel – Rotenburg II |
| 2002, 2005             | 36              | Soltau-Fallingbostel – Winsen L.    |
| 2009                   | 36              | Rotenburg I – Soltau-Fallingbostel  |
| 2013, 2017, 2021       | 35              | Rotenburg I – Heidekreis            |

## Kultur und Sehenswürdigkeiten

### Theater und Museen

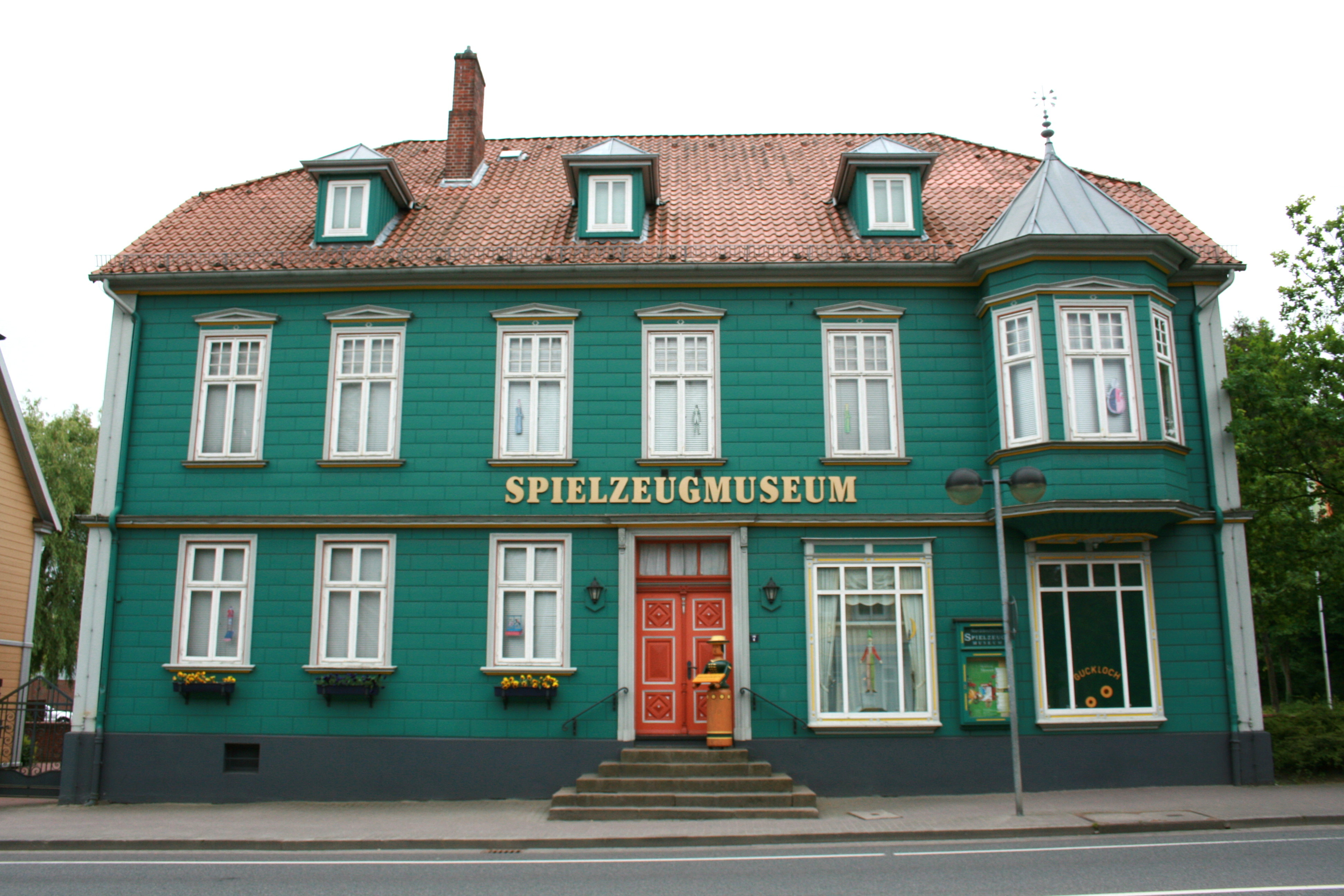
Spielzeugmuseum Soltau

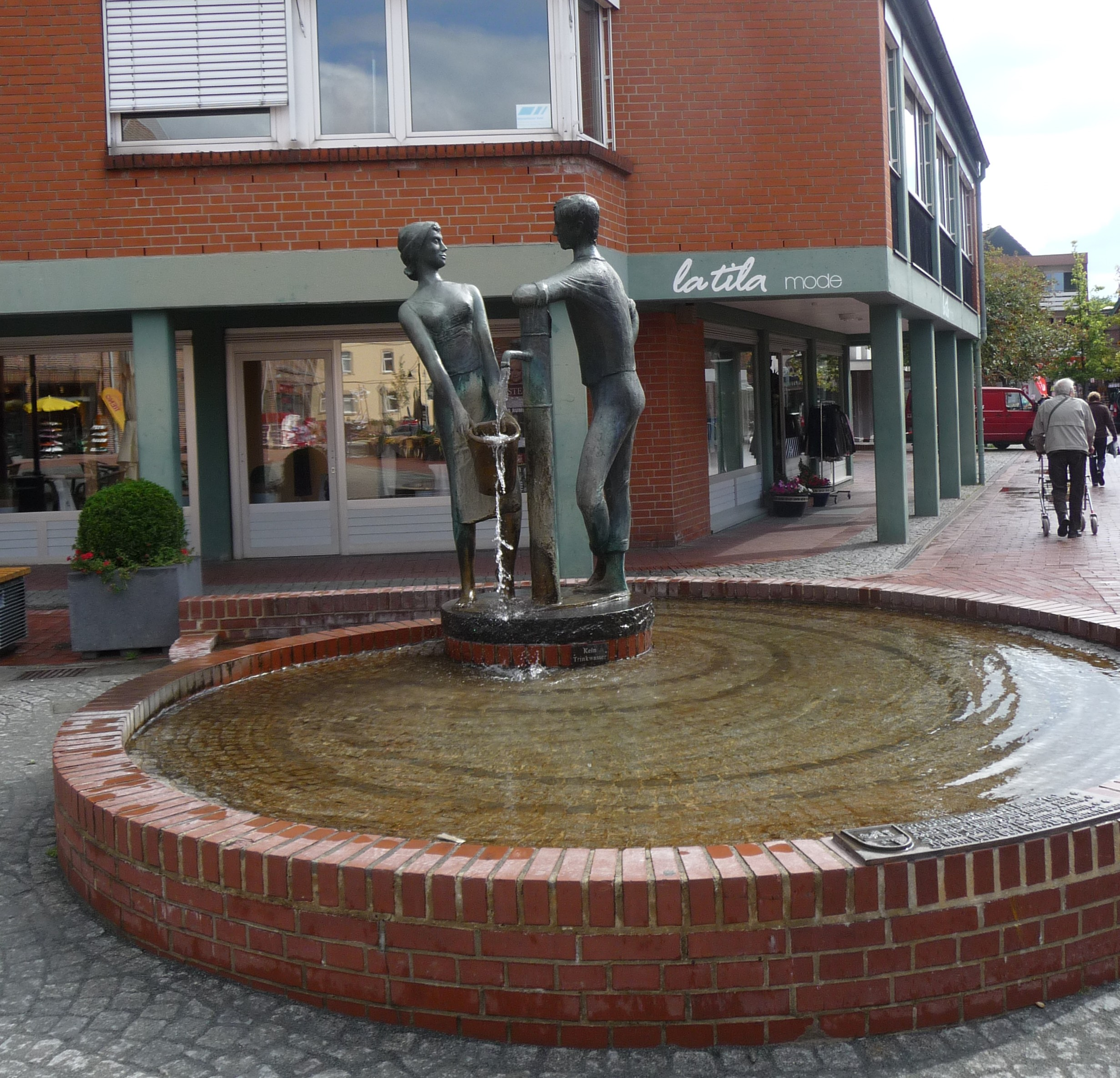
Heiratsbrunnen in der Soltauer Innenstadt

Gegenüber vom ebenfalls sehenswerten Alten Rathaus im Zentrum der Stadt stehen das Gebäude des Spielmuseums Soltau mit 600 m² Ausstellungsfläche und das Museum Soltau. Dieses verfolgt die Geschichte Soltaus bis zu 200.000 Jahre in die Vergangenheit. Im Mai 2015 eröffnete in der Innenstadt das Museum Felto – Filzwelt Soltau, ein Bildungs- und Erlebniszentrum rund um das Thema Filz. Im Soltauer Salzmuseum wird die Geschichte der örtlichen Salzgewinnung dargestellt.

### Bauwerke
In Soltau entstanden eine Reihe sehenswerter Kirchen, so die St.-Johannis-Kirche, die 1464 erstmals urkundliche Erwähnung fand. Die Lutherkirche wurde 1911 als zweite evangelische Kirche Soltaus erbaut, nachdem 1906 die St.-Johannis-Kirche abgebrannt war und in kleinerer Form wieder errichtet worden war.
Weitere Sakralgebäude sind die katholische St.-Marien-Kirche mit einem Turm von 1915 und einem Kirchenschiff von 1975, die Heilig-Geist-Kirche in Wolterdingen als alte gotische Heidekirche aus dem Jahr 1245 mit einem hölzernen Glockenturm und bei einer Renovierung 1998–2001 entdeckten gotischen Wandmalereien, die 1349 erbaute Heidenhof-Kapelle und die Zionskirche der SELK aus dem Jahr 1888.

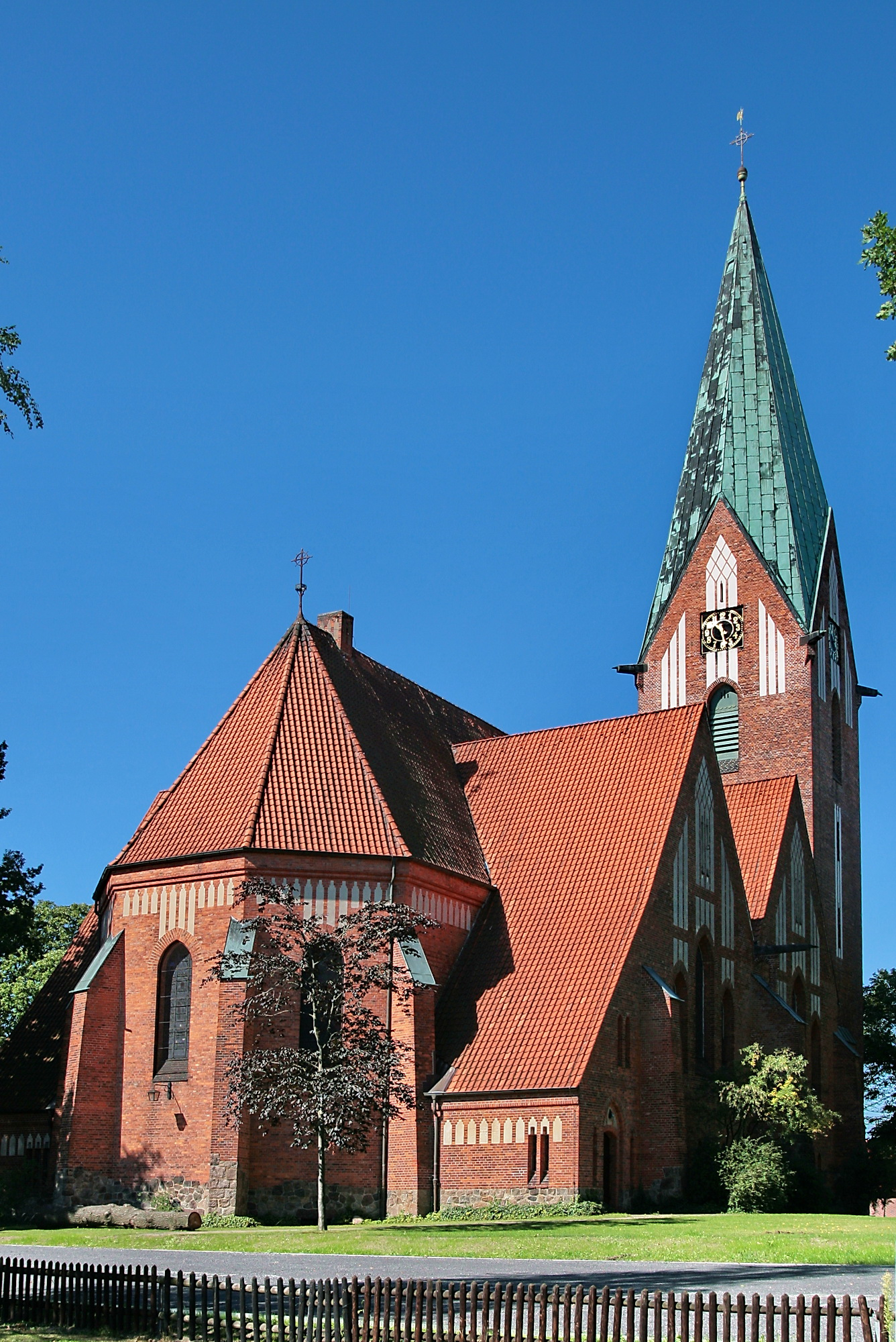
Luther-Kirche
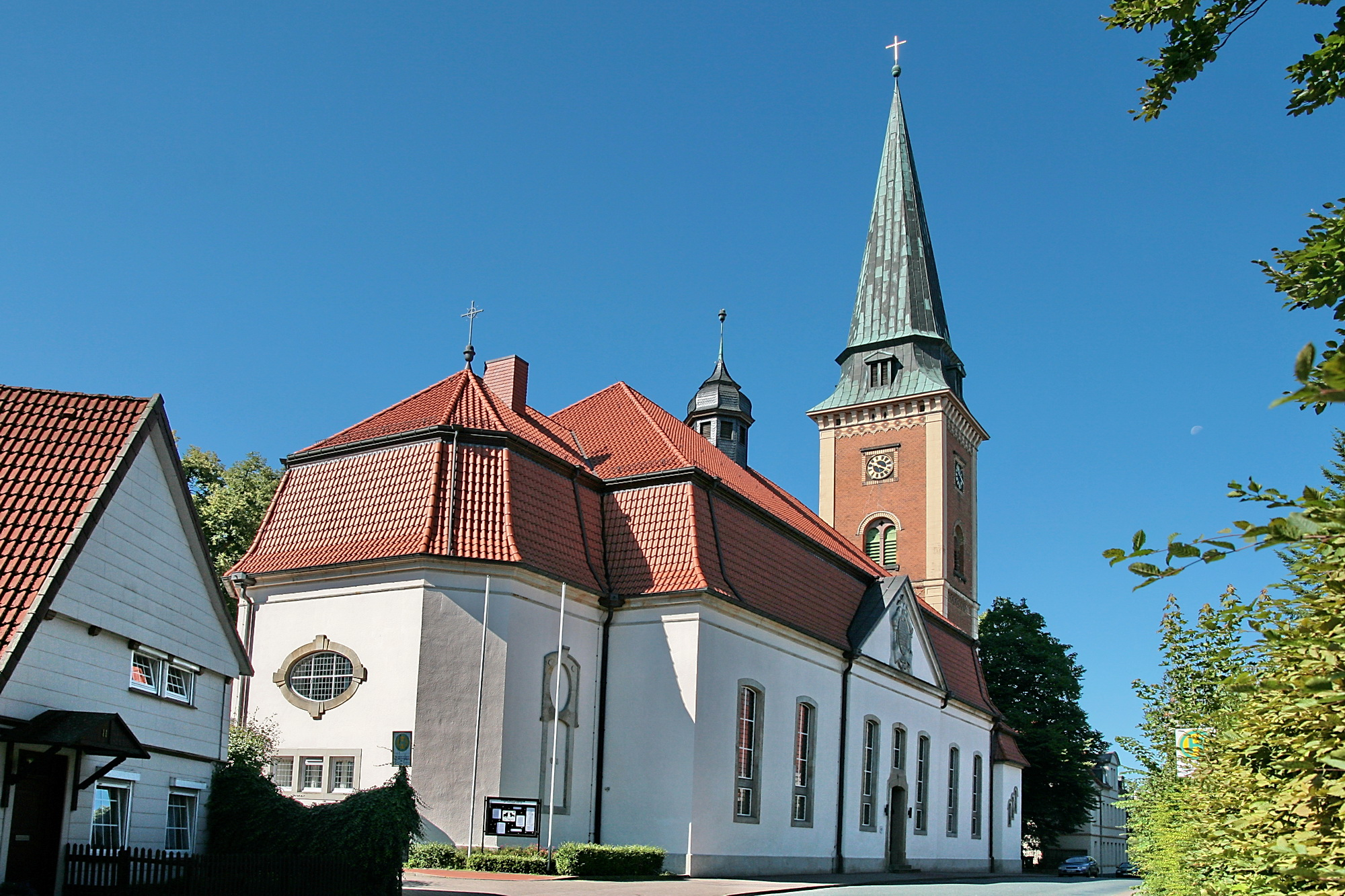
St.-Johannis-Kirche
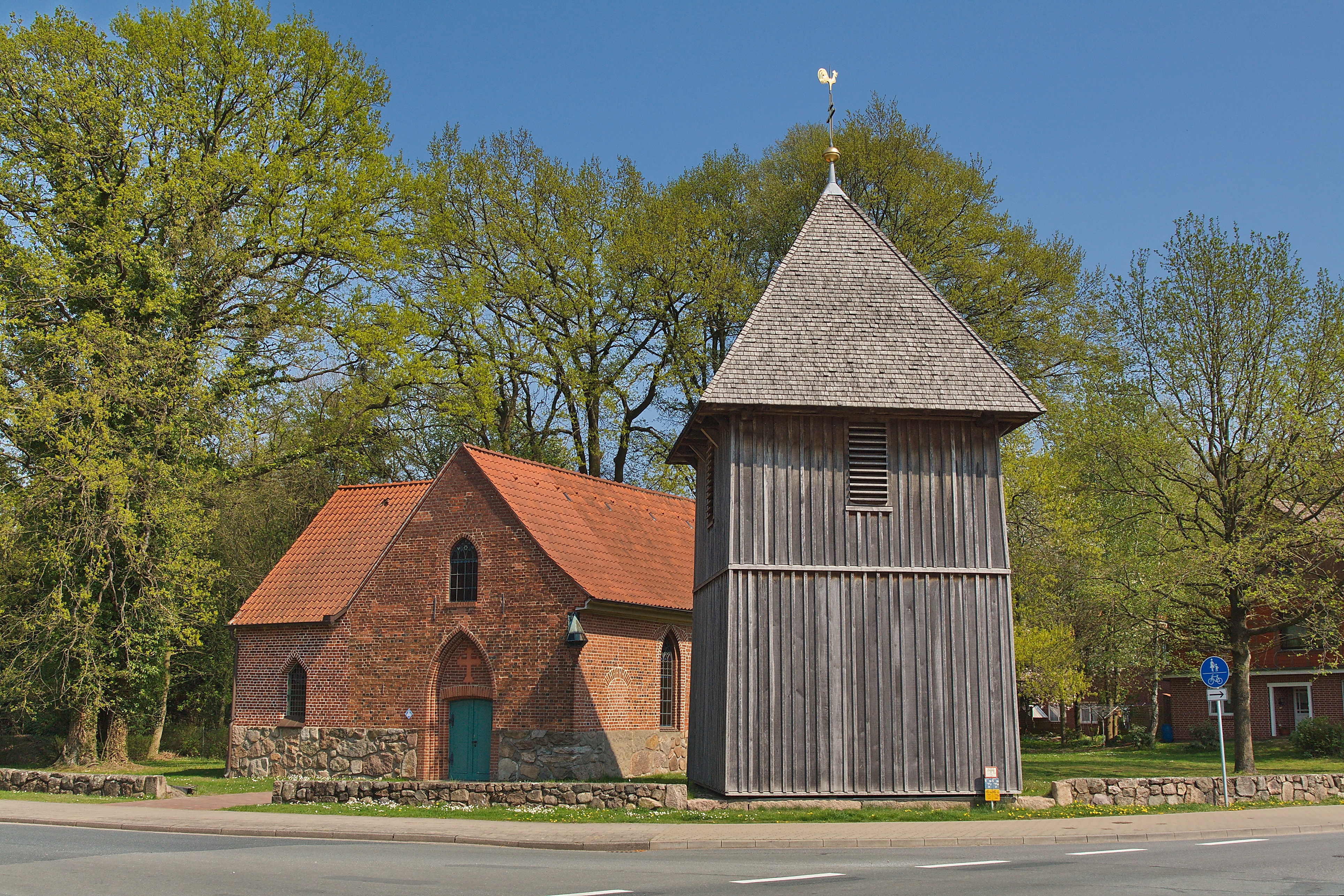
Heilig-Geist-Kirche in Wolterdingen
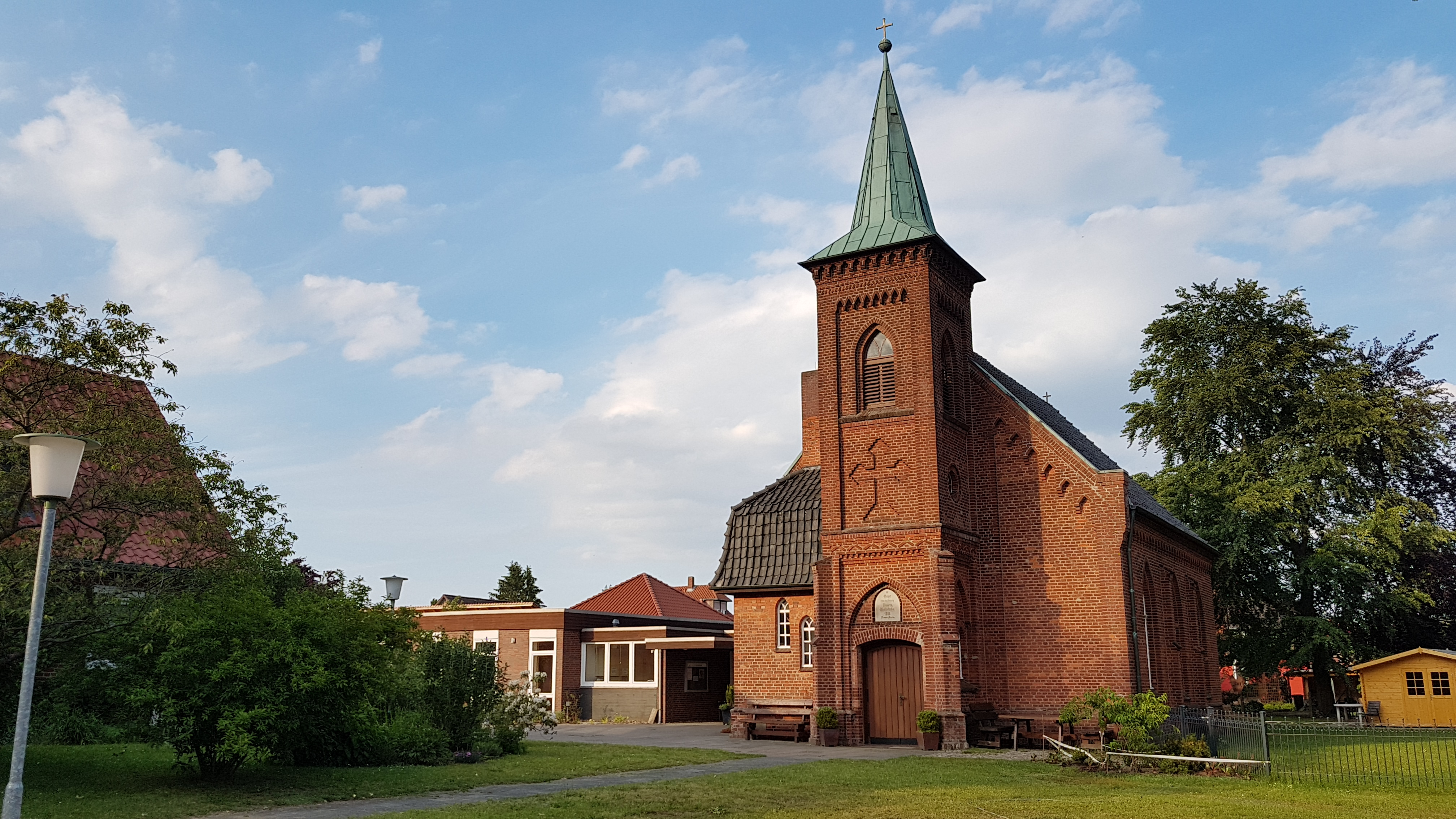
Zionskirche
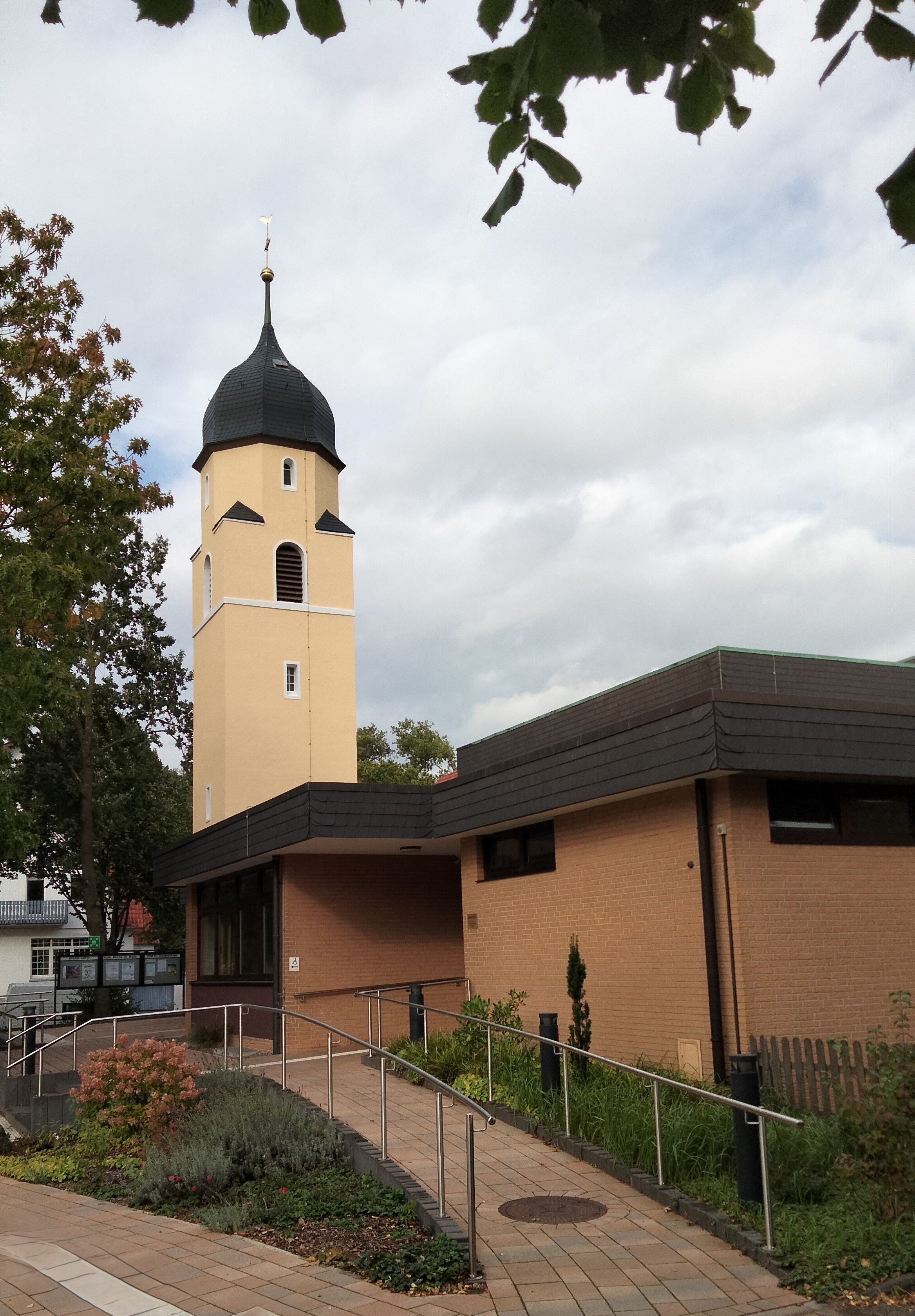
kath. Kirche St. Marien
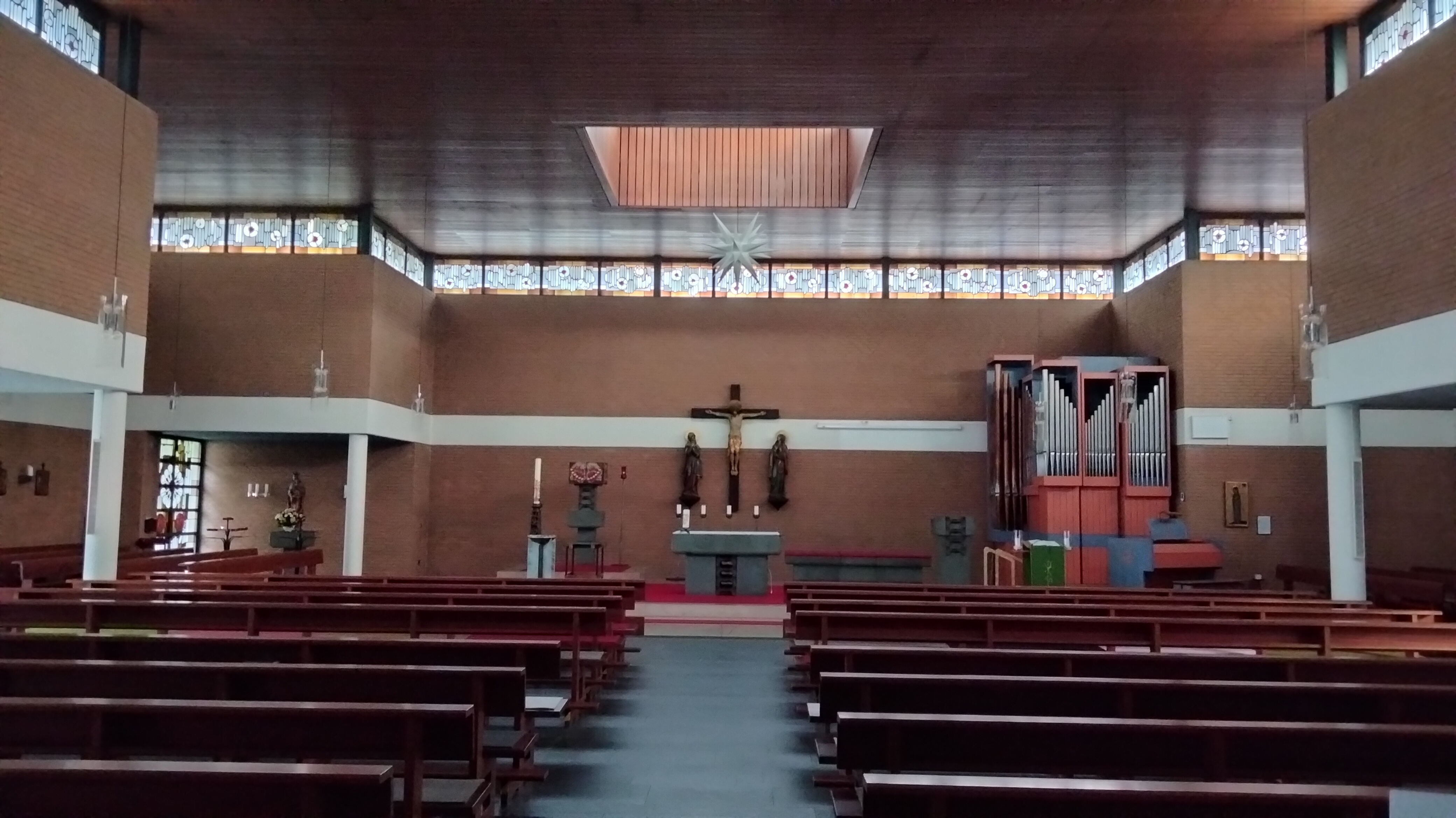
kath. Kirche St. Marien
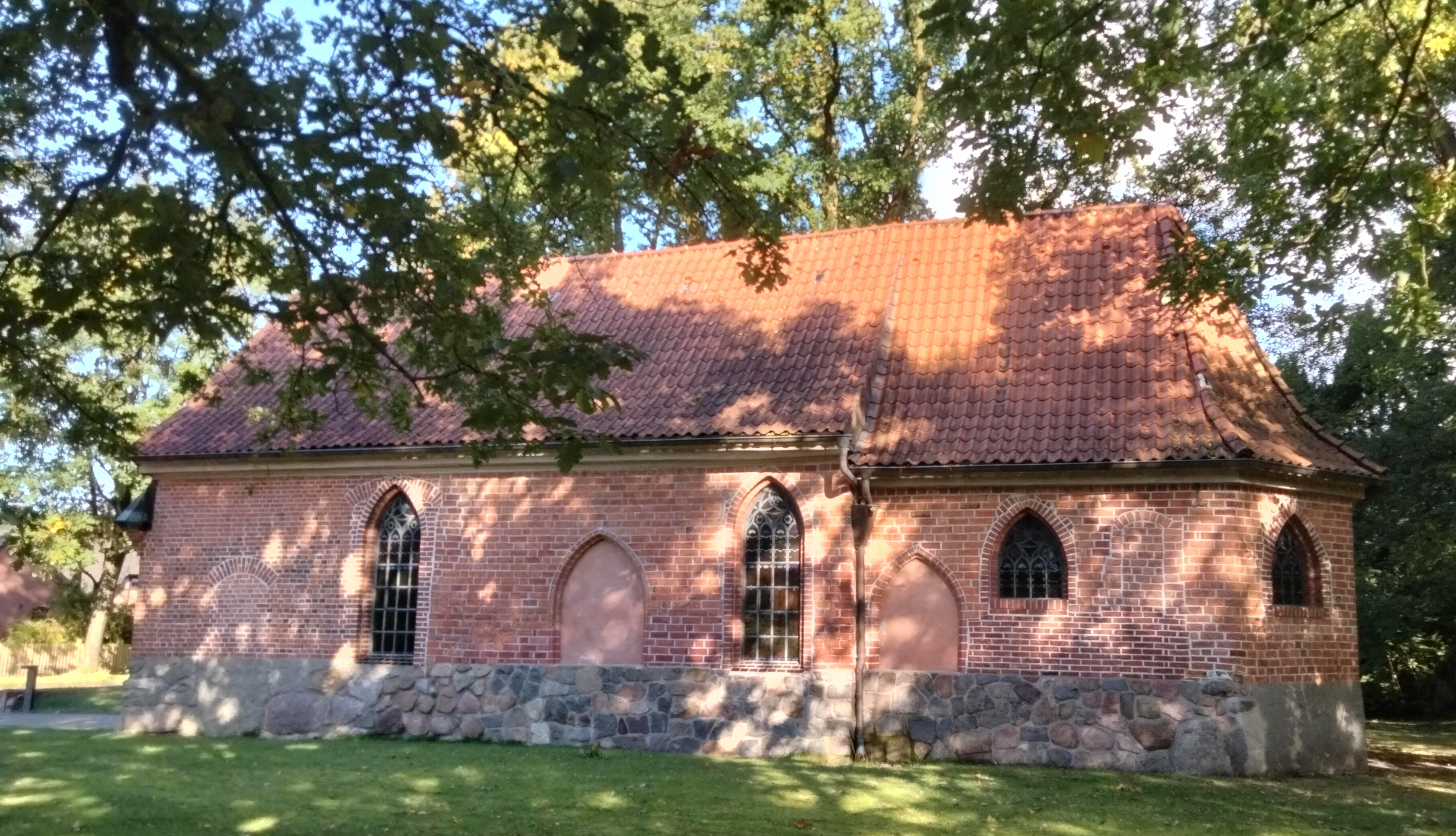
Heilig-Geist-Kirche in Wolterdingen (2024)

Weitere Objekte sind der Hagen mit Zugbrücke und dem im Volksmund so genannten Heiratsbrunnen, der 1978 von Karlheinz Goedtke errichtet wurde, sowie die Waldmühle und die Ratsmühle.

#### Bau- und Bodendenkmale
Siehe Liste der Baudenkmale in Soltau

Siehe Liste der Bodendenkmale in Soltau

### Grünflächen und Naherholung

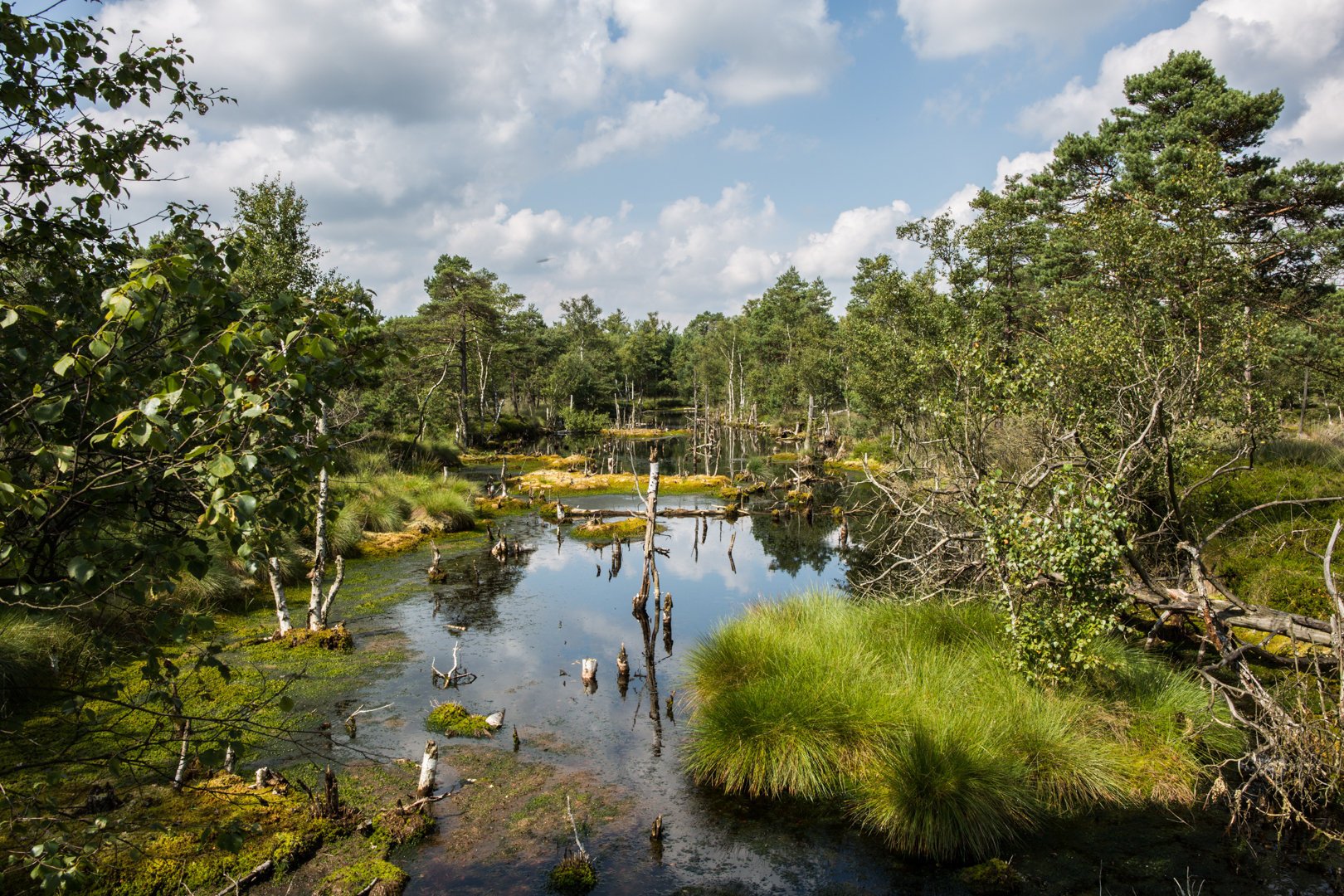
Soltauer Moorgebiet

In Innenstadtnähe befindet sich der unter Denkmalschutz stehende Landschaftspark Breidings Garten. Er wurde um 1850 nach englischem Vorbild angelegt und ist 11 ha groß. Neben einer Villa im italienischen Stil befinden sich auch eine künstliche Burgruine, ein alter Bauernhof und Fisch- und Zierteiche auf dem Gelände. Momentan ist er im Privatbesitz, kann jedoch besichtigt werden.
Im Stadtgebiet befinden sich außerdem der Böhmepark und der Röders’ Park am Halifax. Naherholungsgebiete sind der Wacholderpark, eine Heidefläche mit Schafstall, das Ahlftener Flatt, ein See aus der letzten Eiszeit, der im Winter gern zum Eislaufen genutzt wird, und der Kuhbachforst. Rund um Soltau befinden sich Teile des insgesamt 14.500 ha großen Klosterforsts Soltau, der vom Klosterforstamt Soltau betreut wird.
Weit über die Region hinaus ist der Freizeitpark Heide Park Resort Soltau bekannt. Weitere Freizeitangebote findet man in der Soltau-Therme, dem Designer Outlet Soltau und der Golfanlage Hof Loh.

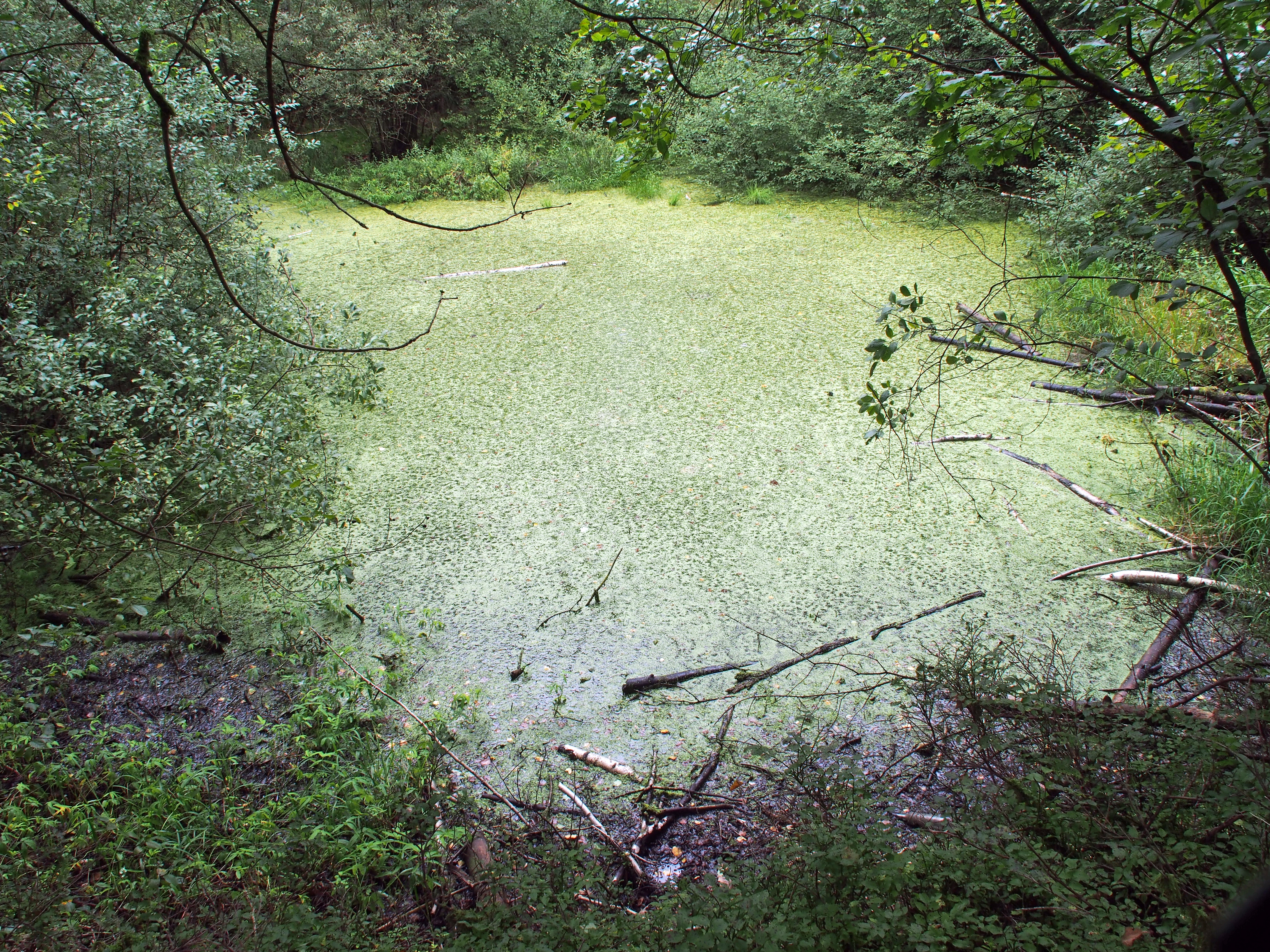
Grundlose Kuhle, eine geologische Karstform

In Soltauer Ortsteilen befinden sich die Naturschutzgebiete Böhmetal bei Huckenrieth, Ehbläcksmoor und das Schwarze Moor bei Dannhorn.
Ein Naturdenkmal besonderer Art ist die Grundlose Kuhle. Ein kreisförmiger Erdtrichter von etwa 40 m Durchmesser, mit einem fast kreisrunden kleinen Teich von etwa 5 m Tiefe und 20 m im Durchmesser. Der Wasserspiegel liegt 1 ½ m über der nahen Böhme. Obwohl er weder einen Zu- noch einen Abfluss hat, verändert er sich kaum. Der Erdfall ist durch Salzauswaschungen im Erdreich entstanden und stellt eine geologische Karstform von landesweiter Bedeutung dar.
Soltau unterhält zwei Friedhöfe, den Stadtfriedhof und den Waldfriedhof. Daneben sind noch Reste des Jüdischen Friedhofs erhalten, auf dem von 1721 bis 1926 beigesetzt wurde.

### Regelmäßige Veranstaltungen
Der Kulturverein Soltau und die Kulturinitiative organisieren immer wieder Lesungen und Konzerte in der Böhmestadt. Seit 2008 findet jährlich die Kulturwoche Zwischenspiel – Das Zelt statt, in der Lesungen, Konzerte, Kabarett- und Theateraufführungen in einem Zirkuszelt durchgeführt werden. Es gibt zudem die Initiativen „Soltauer Gespräche“ und die Soltauer Künstlerwohnung, die seit 1995 Schriftsteller, Maler oder Musiker aufnimmt. Die Bibliothek Waldmühle nimmt am Projekt Sommerleseclub des Kultursekretariats NRW teil.
- Frühjahrsmarkt (letztes Wochenende im April)
- Brot- und Schinkentag (1. Mai)
- Stadtfest (alle 2 Jahre, erstes Wochenende im Juni)
- Ritter, Topf und Deckel (Mittelalterfest)
- Schützenfest (erste volle Juliwoche)
- Zwischenspiel – Das Zelt (Kulturtage)
- Sommerabend im Halifax mit Leuchtenden Fontänen (zweijährlich, letzter Samstag im Juli)
- Lichterfest (erster Samstag im September)
- Mauritiusfest und Handwerkermarkt (2. und 3. Oktober)
- Bauernmarkt (viertes Wochenende im Oktober)
- Weihnachtsmarkt (erstes Adventwochenende)

### Sport
Der älteste Sportverein Soltaus ist der MTV Soltau, der im Jahr 1864 gegründet wurde. Heute umfasst er 16 verschiedene Sparten, von denen insbesondere die Turn- und die Fußballabteilung die größten sind. Die Handball-Abteilung des MTV erreichte 2010 die Teilnahme am DHB-Pokal und den Aufstieg in die viertklassige Oberliga.
Der zweitälteste Sportverein Soltaus ist der SV Soltau, der 1912 gegründet wurde. Auch hier liegt das Hauptaugenmerk auf dem Fußball, daneben bestehen noch vier weitere Sparten. 2002 gründete sich zudem mit der SG Inter Soltau ein
dritter Fußballverein in der Stadt, der sich jedoch 2008 wieder auflöste.
Der älteste Tennisverein ist der TC Blau-Weiß Soltau. Im Jahr 1952 gegründet, entstand so der erste Tennisplatz Soltaus. Daneben besteht ein zweiter Tennisverein, der TVC Soltau. 1993 folgte mit dem TTC 93 Soltau auch ein Tischtennisverein.
Seit 1987 wird Poolbillard-Sport in Soltau beim Pool Billard Sport Club Triangel gespielt. Der Verein spielt in der höchsten Niedersächsischen Liga und nahm an mehreren deutschen Meisterschaften teil.
Neben der Schützengilde Soltau Stadt und Land, die ihre Anfänge mit ersten Schützenfesten bereits im 15. Jahrhundert hatte und seit 1741 fast jährlich ein Schützenfest veranstaltet, gibt es zudem noch rund 20 kleinere Vereine in etwa 30 verschiedenen Sportarten.
An Sporteinrichtungen gibt es ein Allwetterbad mit Cabriodach, sechs Sportplätze, acht Sporthallen, eine Reithalle, eine Golfanlage, drei Tennisanlagen, vier Kegelbahnen, eine Squash-Anlage, eine Inline-Skater-Anlage, eine Teichanlage des Sportanglervereins und den 2000 m² großen Indoor-Spielplatz Heidewitzka.
In Soltau fanden zwischen 1960 und 1971 vier Mal die Endspiele um die deutsche Meisterschaft im Wasserball statt. Die deutschen Meisterschaften im Voltigieren wurden 1984, 1987, 1994 und 1997 ebenfalls in der Stadt ausgetragen. Zudem ist der Heide-Park seit 2004 jährlich der Austragungsort für den Kanu Wildwasser-Sprint im Rahmen des Deutschlandcups. Im Heide-Park fanden im April 2003 die WWCL-Finals und im September 2006 die deutsche Qualifikation der World Cyber Games 2006 im E-Sport und zwischen 1997 und 2003 die jährliche Weltmeisterschaft im Pfahlsitzen statt.

## Wirtschaft und Infrastruktur

### Unternehmen

#### Industrie
In Soltau haben sich zahlreiche Firmen aus Industrie und Handel niedergelassen.
Insbesondere in der Metallverarbeitung und im Maschinenbau gibt es mit den Firmen Röders-Tec (HSC-Fräsmaschinen, Blasformen, Zinn), G.A.Röders (Druck-/Spritzguss, Werkzeugbau), ISI Industrie Service International (Industriemontage), Röhrs AG (Anlagenbau, Industriemontagen, Kraftwerksservices), Saxlund International (Fördermaschinen, Pumpen) und Colt International (technischer Gebäudeschutz) einige Unternehmen.
Daneben sind im Lebensmittelbereich Harry-Brot (Backwaren) und in der Textilbranche Gebr. Röders AG (Filz) tätig. Im Frühjahr 2022 wurde bekannt, dass sich ein Betonfertigungswerk der Firma B-ton Fertigteilwerk GmbH angesiedelt hat, die Ende 2022 mit der Produktion von Fertigteilen aus ökologischeren Betonsorten anfangen, die bis zu 80 Prozent CO2 einsparen zu herkömmlichen Beton. Ein Schulungs- und Innovationszentrum ist darüber hinaus auch am Betonfertigungswerk geplant.

#### Handel
Einkaufsmöglichkeiten bieten sich in Soltau, neben den Geschäften in der Innenstadt, in dem 1998 eröffneten Fachmarktzentrum (seit 2024 „VEGA Soltau“) im Gewerbegebiet Almhöhe und in über 60 Geschäften im 2012 eröffneten Designer Outlet Soltau im Ortsteil Harber.
In Soltau befinden sich die Zentralen von Hagebau (Einkaufskooperation im Baustoff-, Holz- und Fliesenhandel) und Jawoll (Discounter, ehem. Sonderpostenmarkt) und ein Distributionszentrum der Firma Deichmann (Schuhe). Die Systemzentrale für Baumärkte ZEUS hat ihren Hauptsitz in der Stadt, auch die Genossenschaft Raiffeisen Centralheide, die im Agrar- und Energiebereich tätig ist, und das SLC Container Terminal mit 250.000 Containern für den Hamburger Hafen sitzen in Soltau. Von 1923 bis Mitte der 1990er Jahre befand sich eine Zentrale der Edeka-Gruppe in Soltau, die jedoch nach Minden verlegt wurde.

#### Banken
Soltau ist Hauptsitz der Kreissparkasse Soltau und war bis 2008 Sitz der Volksbank Lüneburger Heide. Nachdem diese mit der Volksbank Lüneburg fusionierte, wechselte die Hauptgeschäftsstelle nach Lüneburg. Zudem gibt es je eine Filiale der Deutschen Bank und der Postbank.

### Medien
Als Tageszeitung erscheint seit 1864 die Böhme-Zeitung mit einer IVW-Auflage von 9.300 Exemplaren (4. Quartal 2020). Zudem erscheint einmal in der Woche der Heide-Kurier.

### Öffentliche Einrichtungen

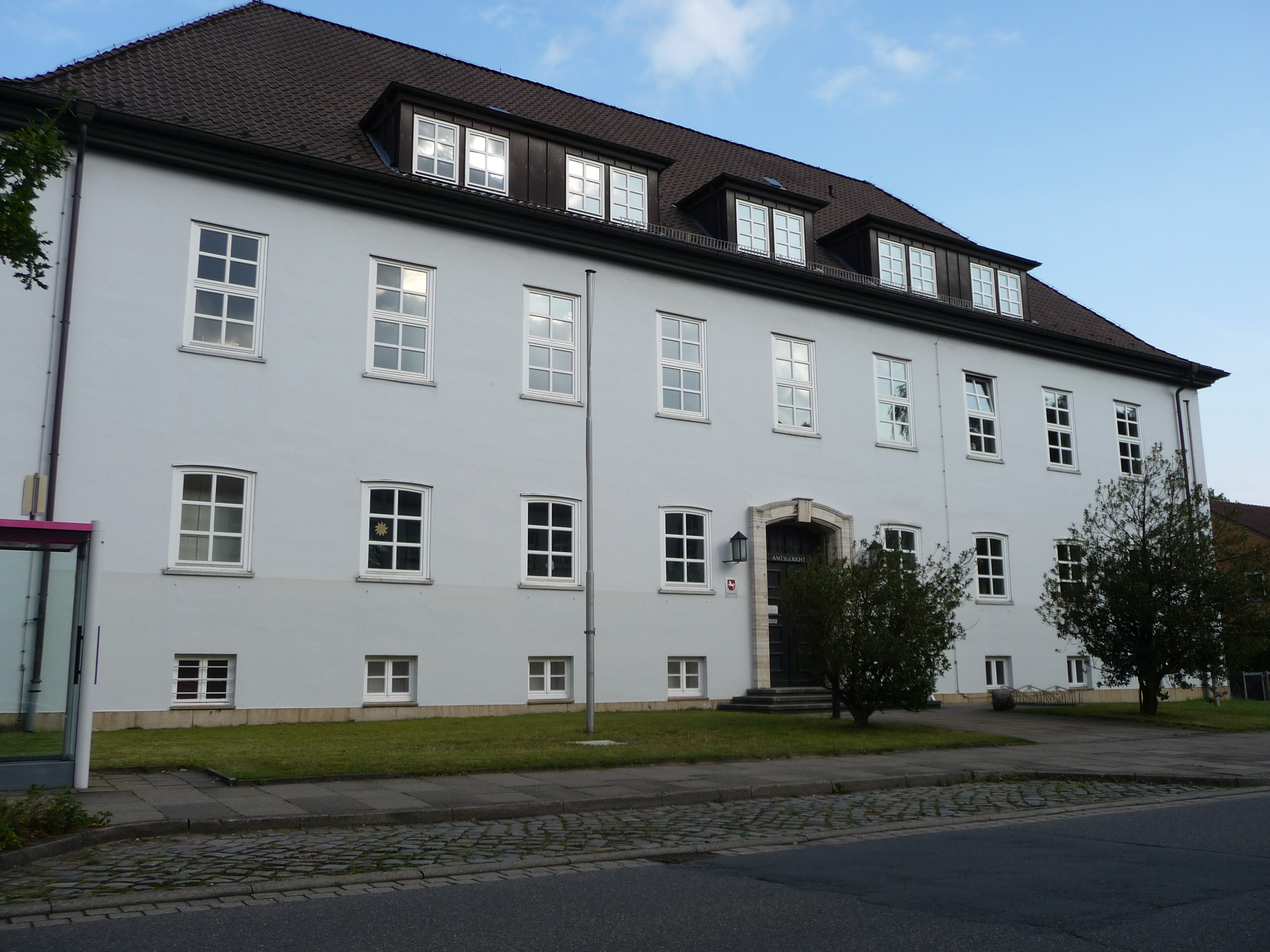
Amtsgericht Soltau

In Soltau befinden sich das Amtsgericht Soltau, ein Finanzamt, ein Gesundheitsamt und ein Zollamt. Daneben haben sich in der Böhmestadt eine Geschäftsstelle der Bundesagentur für Arbeit und eine Nebenstelle der Bundesanstalt für Immobilienaufgaben inklusive des Regionalbüros Nord der Schadensregulierungsstelle des Bundes (SRB) eingerichtet.

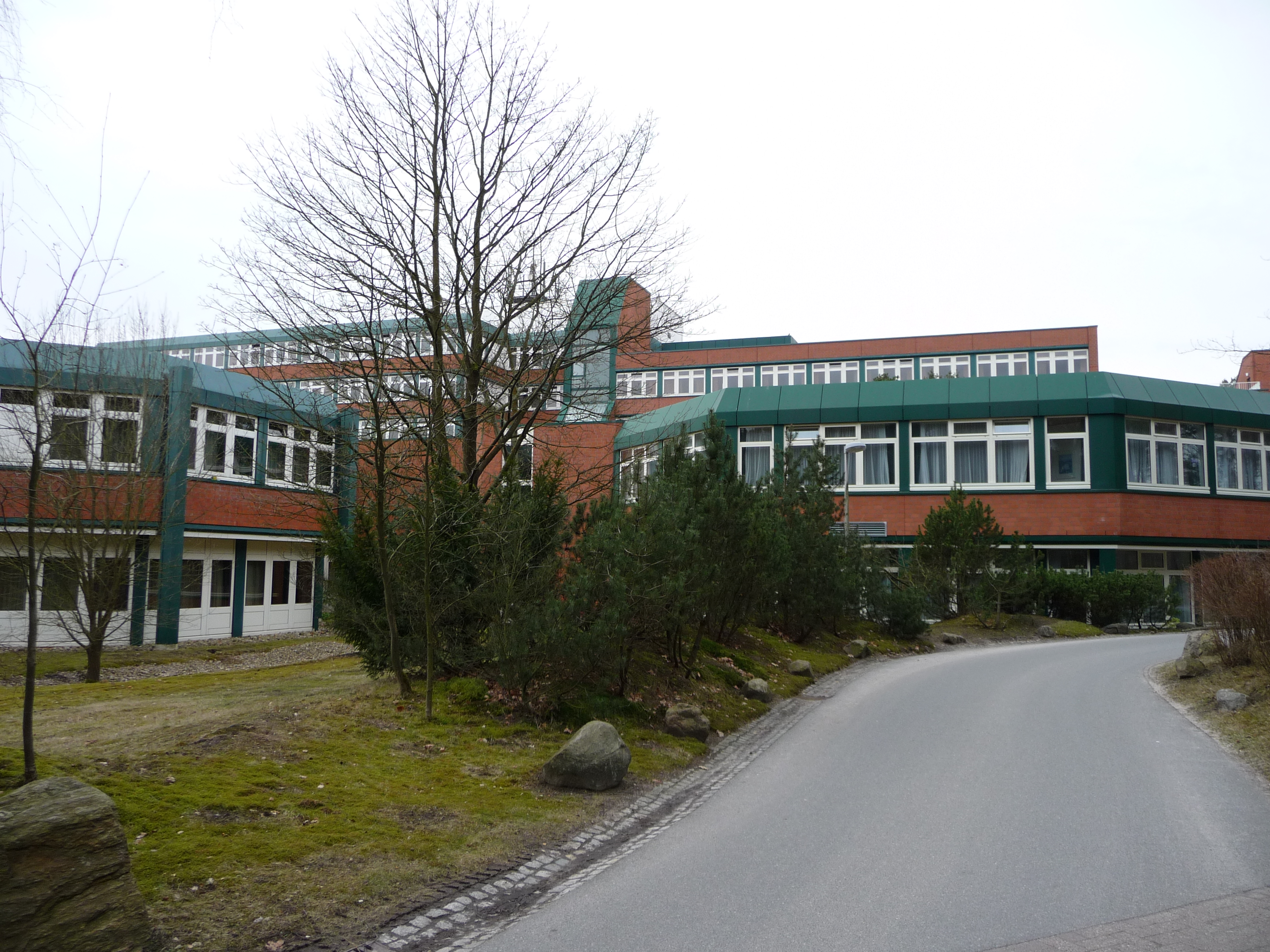
Reha-Klinik

Soltau ist einer von zwei Standorten des Heidekreis-Klinikums. Daneben existiert das Reha-Zentrum Soltau, eine Klinik der MediClin AG und ein ambulantes Reha-Zentrum.
Es gibt drei Kindertagesstätten, drei Kindergärten und zwei Kinderspielkreise. Neben dem Alten- und Pflegeheim „Stiftung Haus Zuflucht“ gibt es mehrere Pflegedienste und ein Diakonisches Werk. Die Lebenshilfe Soltau betreibt neben den Bildungseinrichtungen auch ein Wohnheim und eine Werkstatt für Behinderte. Außerdem existieren die Soltauer Tafel, ein Frauenschutzhaus, ein Mütterzentrum, eine Jugendfreizeitbegegnungsstätte und eine Außenstelle der Lobetalarbeit e. V. Celle. Die Teestube Soltau e. V. bietet einen Treffpunkt für Suchtkranke an.

### Bildung

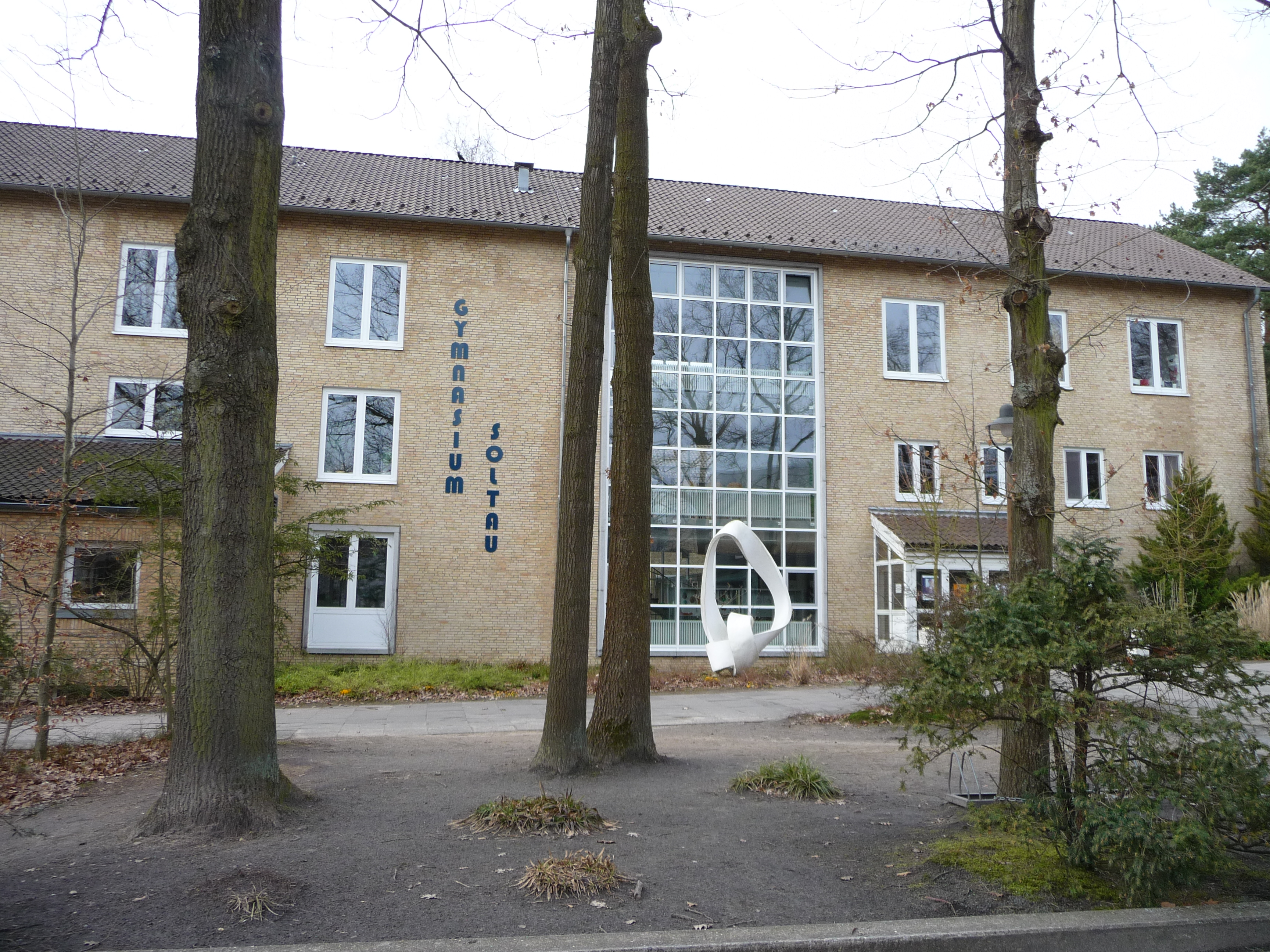
Gymnasium Soltau

Soltau hat drei Grundschulen, ein Gymnasium mit rund 900 Schülern und je eine Oberschule (ehemals Real- und Hauptschule) und Förderschule.
Zudem unterhält die Lebenshilfe Soltau eine Tagesbildungsstätte, einen Sprachheilkindergarten, einen Heilpädagogischen Kindergarten und eine Krippe zur Frühförderung.
Die BBS Soltau fasst als Bündelschule viele verschiedene Schulformen unter einem Dach zusammen. So etwa ein Fachgymnasium Wirtschaft, Fachoberschulen für Technik und Wirtschaft, und zahlreiche Berufsfachschulen aus den Bereichen Wirtschaft, Informatik, Technik, Hauswirtschaft, Pflegeassistenz, Kosmetik, Gastronomie, Agrarwissenschaft, Bau-, Holz-, Metall- oder Friseurtechnik. Sie wird von etwa 2400 Schülern besucht.
Die Volkshochschule Heidekreis mit Sitz in Soltau und Walsrode bietet zurzeit etwa 930 Kurse an.
Die Bibliothek Waldmühle ist die größte des Landkreises, zudem hat die Heidekreis-Musikschule ihren Hauptsitz in Soltau.

### Verkehr

#### Schienenverkehr

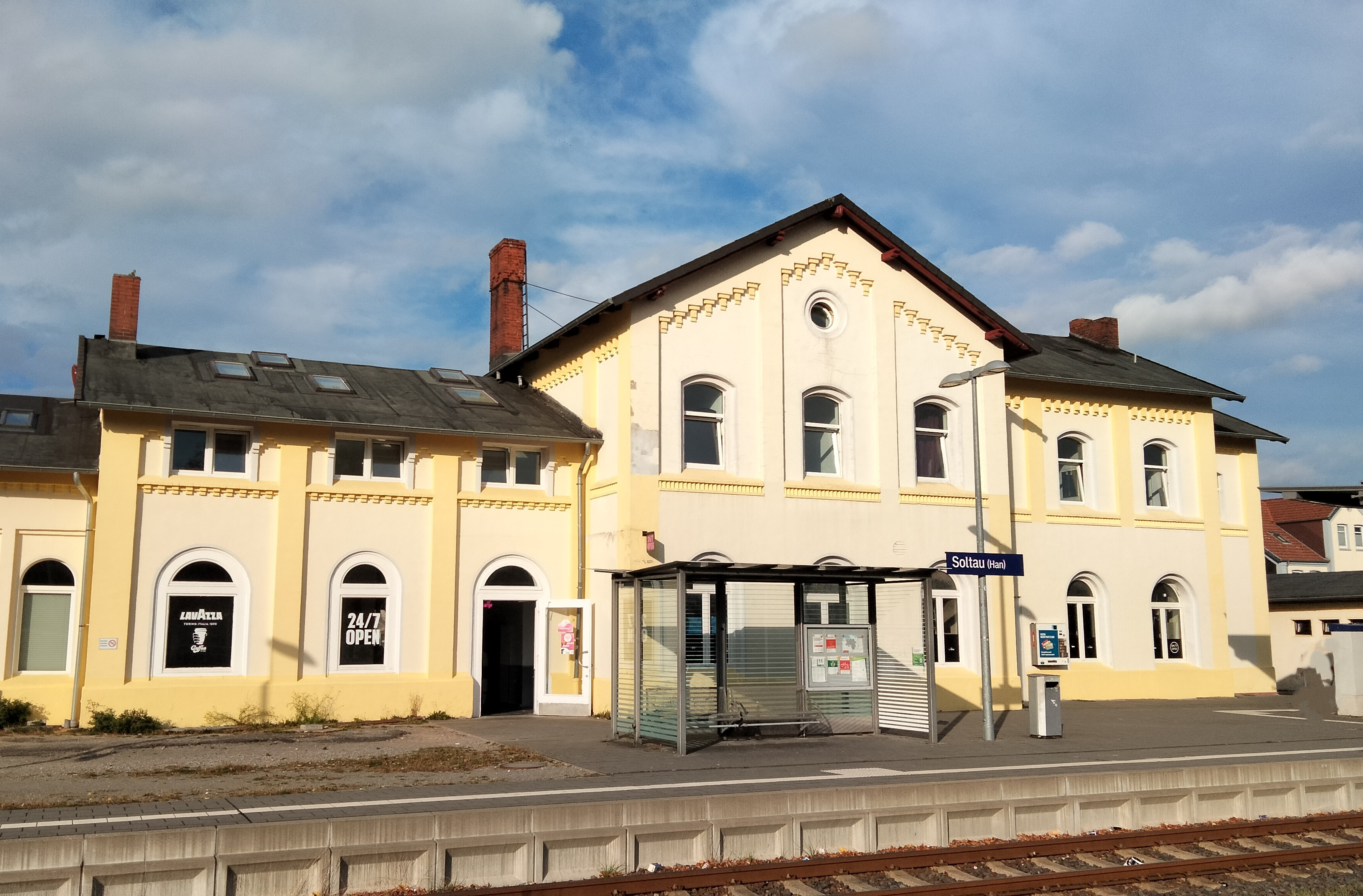
Bahnhof Soltau (Han)

Soltaus Bahnhof, der den Namen Soltau (Han) hat, weil er im früheren Land Hannover lag, befindet sich an der Amerikalinie (KBS 116) von Bremen nach Uelzen und an der Heidebahn (KBS 123) von Buchholz (Nordheide) nach Bennemühlen(–Hannover). Am Wochenende und Feiertags besteht mit der Heidebahn auch eine direkte Verbindung bis Hamburg-Harburg. Daneben bestehen zwei weitere Haltepunkte („Soltau Nord“ und „Wolterdingen“) an der Heidebahn. Die private Bahngesellschaft Erixx, die zwischen Dezember 2011 und Dezember 2021 den Personenverkehr auf beiden Strecken durchführte, hatte während dieser Zeit ihren Sitz in Soltau. Der neue Betreiber Start Niedersachsen Mitte führt seinen Personenverkehr ebenfalls vom Sitz in Soltau durch.
Außerdem besitzt Soltau für den Güterverkehr den Bahnhof Soltau (Han) Süd im Netz der SinON GmbH. Von dort bestehen Verbindungen im Güterverkehr nach Celle (Bahnstrecke Celle–Soltau), Uelzen (Bahnstrecke Uelzen–Langwedel) und Lüneburg (Bahnstrecke Lüneburg–Soltau). Früher wurden auch auf diesen Strecken regulärer Personenverkehr durchgeführt. Die „Arbeitsgemeinschaft Verkehrsfreunde Lüneburg e. V.“ bietet auf diesen Strecken mit dem „Heide-Express“ auch heute noch vereinzelte Personenfahrten nach Celle und Lüneburg an.
Im Sommer kann man zudem mit dem „Ameisenbär“, einem historischen Triebwagen der Bauart Hannover aus dem Jahr 1937, von Soltau aus über Bispingen nach Döhle und wieder zurück fahren.
Die früher vorhandene Bahnstrecke Soltau–Neuenkirchen wurde demontiert. Zwischen 1998 und 2001 gab es einen Roadrailer-Pendelverkehr von Soltau-Harber nach Verona in Italien, auf der mehrmals wöchentlich für die ehemals in Soltau ansässige Firma 'alli-Frischdienst' gefahren wurde. Der Haltepunkt „Harber“ wird nur noch als Ausweichanschlussstelle genutzt.

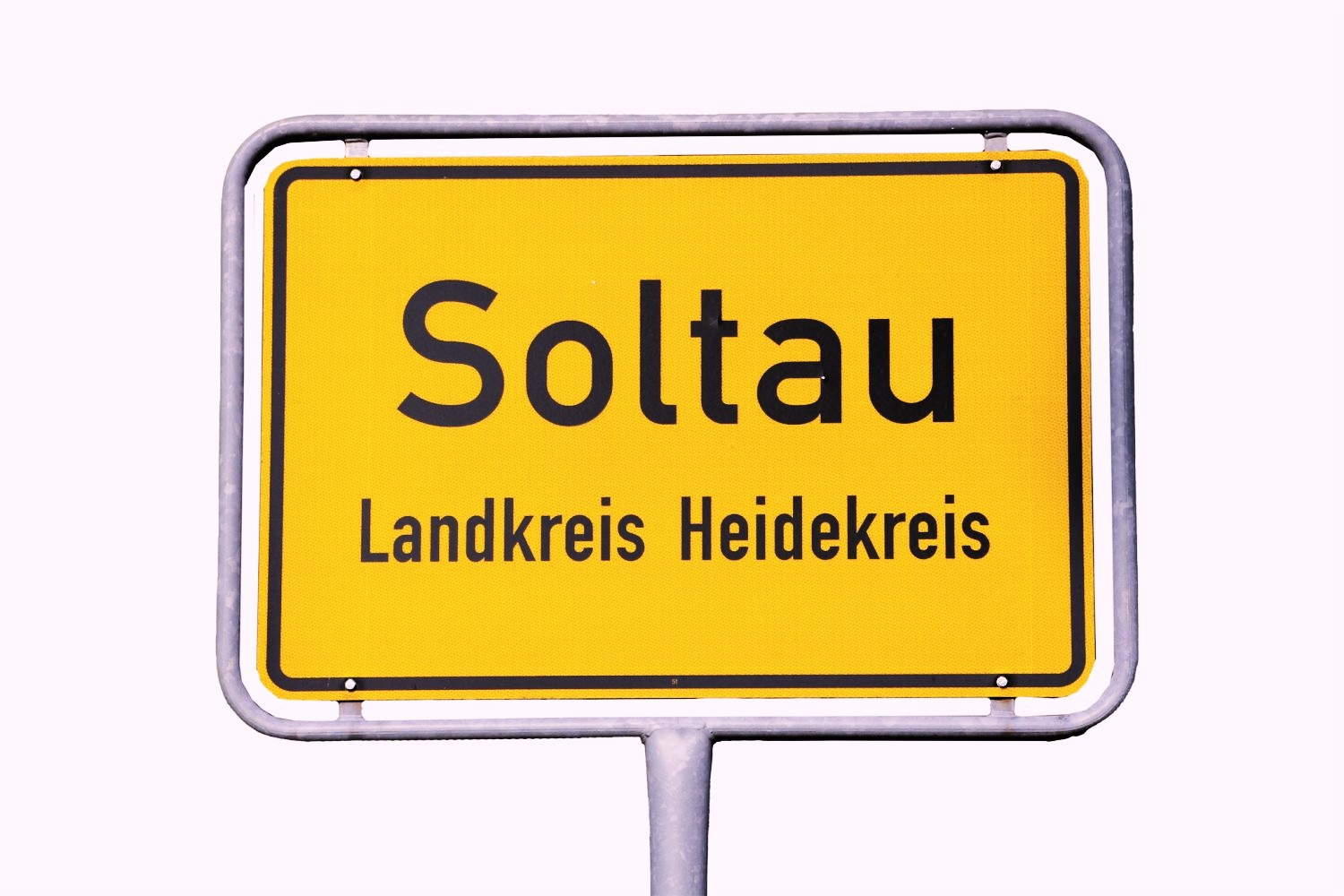
Soltauer Ortseingangsschild

#### Straße
Soltau ist über die beiden Autobahn-Anschlussstellen Soltau-Süd und Soltau-Ost an die A 7 (Teil der Europastraße E 45) angebunden. Weitere Verbindungen bestehen über die Bundesstraßen 3, 71 und 209 und Landesstraße 163.
Neben dem regulären regionalen Linienbusverkehr der Verkehrsgemeinschaft Heidekreis, der Soltau mit den umliegenden Städten und Dörfern verbindet, fährt zudem zwischen Juli und Oktober ein kostenloser ‚Erlebnisbus‘ durch die Lüneburger Heide, der die zahlreichen touristischen Sehenswürdigkeiten der Region miteinander verbindet. Die beiden Linien des ‚Erlebnisbusses‘ haben mehrere Haltestellen in Soltau und am Heide-Park. Zum Heide-Park gibt es im Sommer außerdem direkte Busverbindungen aus Hamburg, Hannover, Lüneburg und Celle.
Der Fernbus-Anbieter Flixbus hat drei Haltestellen in Soltau im Angebot. Die Linie 005 (Hamburg-Hannover-Hessisch Oldendorf) hält am Heide-Park und am Designer Outlet. Die Linie 164 (von Hamburg über Celle/Braunschweig/Magdeburg nach Berlin bzw. Wolfenbüttel) hat einen Stopp an der Autobahnabfahrt Soltau-Süd im Fahrplan.
In der Vergangenheit hielten auch Busse der Anbieter ADAC Postbus (Strecke Stuttgart–Frankfurt–Hannover–Hamburg–Kiel) und Berlin Linien Bus in der Stadt.

#### Radverkehr
In Soltau schneiden sich die Radfernwege RFW 4 (Leine-Heide-Radweg) und RFW 15 (Heide-Radweg) des niedersächsischen Radfernwegenetzes. Im Jahr 2003 wurde ein Radverkehrskonzept entwickelt und umgesetzt, so wurden zum Beispiel Fahrradboxen am Bahnhof errichtet und das Radwegenetz ausgebaut. In Soltau gibt es vier Bett+Bike-Betriebe, die vom ADFC als besonders fahrradfreundlich ausgezeichnet wurden.

## Persönlichkeiten

### Söhne und Töchter der Stadt
- August Wöhler (1819–1914), Ingenieur
- Eduard Weinlig (1832–1920), Senator und Fabrikant in Hamburg
- Carl Wilhelm Otto Rusch (1836–nach 1914), Hof-Goldschmied
- Lüder Arenhold (1854–1915), Marinemaler und Kapitän
- Adolph Goldberg (1860–1938), Arzt und NS-Opfer
- Gustav Rabeler (1900–1957), Politiker (SRP), MdL
- Walter Möhlmann (1912–1977), Politiker (CDU), MdL
- Karl-Heinz Narjes (1924–2015), Politiker (CDU), MdB
- Wolfgang Bargmann (1926–2020), Soltauer Bürgermeister
- Helmut Amtenbrink (1929–2016), Leiter des Wolfsburger Volkswagenwerks 1972 bis 1988
- Rolf Funck (1930–2015), Volkswirtschaftler
- Gustav Isernhagen (* 1937), Politiker (CDU), MdL
- Friedrich Kuhlmann (* 1939), Agrarökonom
- Friedemann Schulz von Thun (* 1944), Kommunikationswissenschaftler
- Ulrike Neumann (* 1945), Politikerin (SPD), MdL
- Fred Tödter (Künstlername: Tetsche) (* 1946), Cartoonist, Humorist und Buchautor
- Frank Hornung (1948–2019), Schauspieler und Maler
- Dieter Möhrmann (* 1948), Politiker (SPD), MdL
- Dietmar Hexel (* 1949), Politiker (SPD), Gewerkschafter
- Klaus Arp (1950–2016), Komponist, Dirigent und Musikpädagoge
- Klaus Lage (* 1950), Sänger
- Hans-Walter Peters (* 1955), Privatbankier
- Erich von Hofe (* 1956), Politiker (Grüne), MdL
- Klaus Klang (* 1956), Politiker (CDU), Staatssekretär
- Susann Pásztor (* 1957), Schriftstellerin
- Stefan Dorra (* 1958), Spieleautor
- Hans-Werner Wiermann (* 1958), Generalleutnant des Heeres der Bundeswehr
- Matthias Böttcher (* 1959), Politiker (Grüne), MdL
- Dieter Meyerhoff (* 1960), Brigadegeneral
- Michael Färber (* 1960), Generalmajor
- Andrea Schröder-Ehlers (* 1961), Politikerin (SPD), MdL
- Benedikt Zimmer (* 1961), General der Bundeswehr
- Ulrike Landfester (* 1962), Kulturwissenschaftlerin
- Michael van den Nieuwendijk (Künstlername: Mijk van Dijk) (* 1963), DJ, Musikproduzent
- Silke Hensel (* 1964), Historikerin und Hochschullehrerin
- Matthias Löb (* 1964), Jurist und Politiker
- Olaf Klang (* 1964), Politiker (parteilos), Bürgermeister von Soltau
- Karsten Brockmann (* 1966), Kommunalpolitiker
- Cecilie Hollberg (* 1967), Historikerin und Museumsleiterin
- Thomas Ostermeier (* 1968), Regisseur
- Christian Benbennek (* 1972), Fußballtrainer
- Chrissy Schulz (* 1972), Schauspielerin
- Sofie Cramer (* 1974), Schriftstellerin
- Maximilian C. Jehuda Ewert (* 1974), Komponist
- Marcus Wedau (* 1975), Fußballspieler
- Matthias Marquardt (* 1977), Arzt und Sachbuchautor
- Lars Klingbeil (* 1978), Politiker (SPD), MdB, SPD-Generalsekretär und -Parteivorsitzender
- Philip Richert (* 1978), Schauspieler
- Klaas Dijkhoff (* 1981), niederländischer Politiker (VVD)
- Marleen Lohse (* 1984), Schauspielerin
- Marcel Gebers (* 1986), Fußballspieler
- Philipp Eggersglüß (* 1995), Fußballspieler
- Lotta Heinrich (* 1995), Handballspielerin
- Stefanie Antonia Sanders (* 1998), Fußballspielerin
- Max Dehning (* 2004), Leichtathlet

August Wöhler
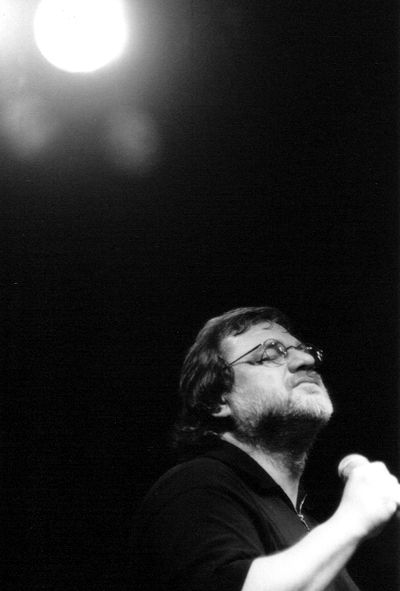
Klaus Lage
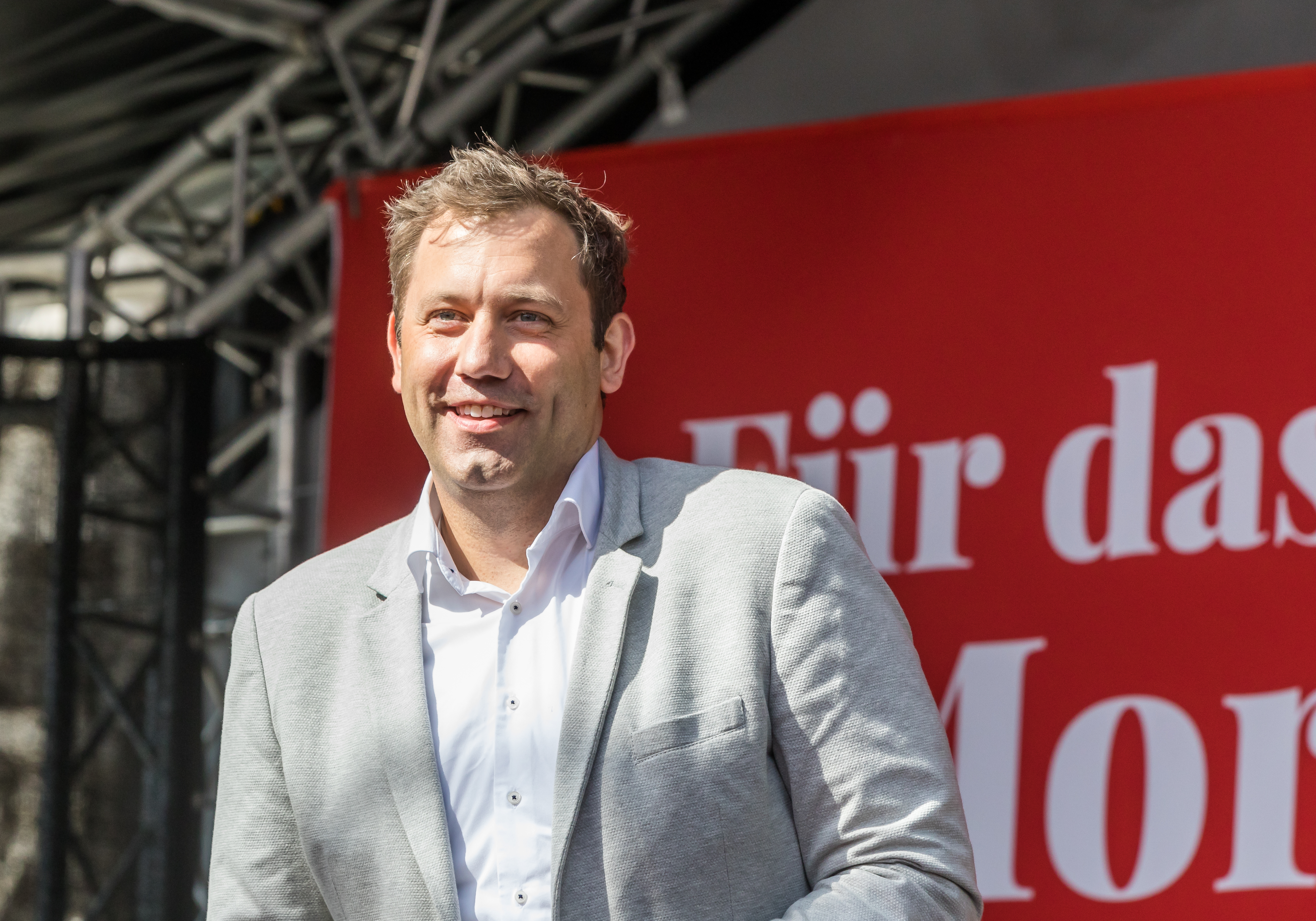
Lars Klingbeil
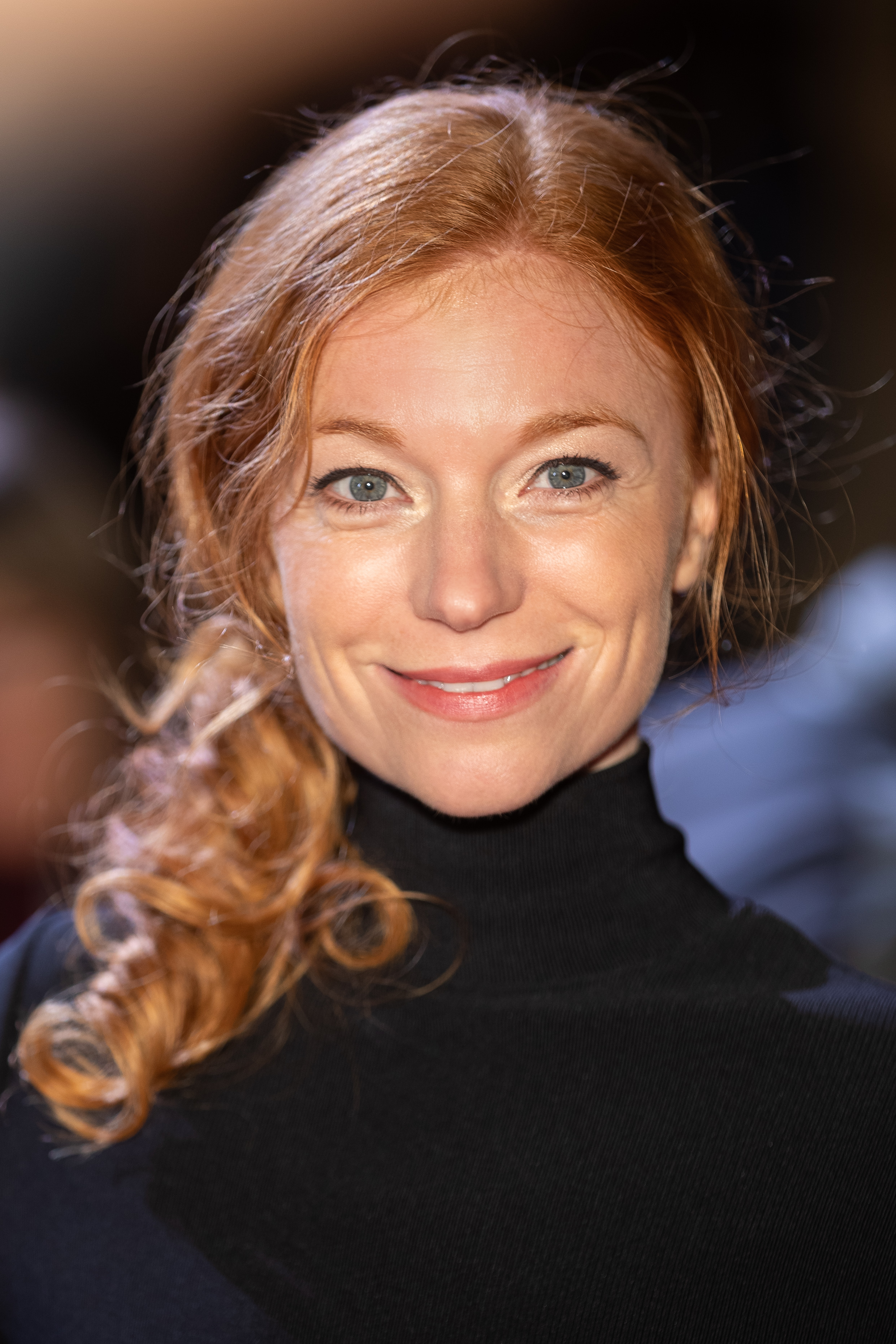
Marleen Lohse

### Persönlichkeiten, die am Ort gewirkt haben

Friedrich Freudenthal mit Bruder August

- Georg Wilhelm Friedrich Beneken (1765–1824), Prediger und Verleger, Pastorenadjunkt in Soltau 1795
- Friedrich Freudenthal (1849–1929), Schriftsteller, Bürgermeister in Soltau von 1884 bis 1887
- Wilhelm Sagebiel (1855–1940), Bildhauer, baute Altar und Kanzel für Lutherkirche
- Sally Lennhoff (1871–1943), jüdischer Kaufmann in Soltau
- Fritz Wildung (1872–1954), Politiker (SPD) und Sportfunktionär, Lehre in Soltau
- Eduard Salfeld (1878–1957), Pastor und Heimatforscher, gelebt und gestorben in Soltau
- Frido Witte (1881–1965), Maler, gelebt und gestorben in Soltau
- Friedrich Fischer-Friesenhausen (1886–1960), Dichter und Schriftsteller, gelebt und gestorben in Soltau
- Wilfried Wolters (1891–1969), Theologe, Pastor in Soltau, Landessuperintendent des Sprengels Celle
- Karl Drewke (1895–1960), Politiker (SPD), Lebensmittelhändler in Soltau
- Erich Colberg (1901–1966), Pionier des Schulspiels, Lehrer in Harber
- Ludwig Stubbendorff (1906–1941), Reiter und Olympiasieger, diente längere Zeit in der Soltauer Reitschule
- Ewald Hillermann (1906–2003), Schriftsteller, arbeitete und starb in Soltau
- Herbert Kappler (1907–1978), NS-Offizier, geflüchtet nach und gestorben in Soltau
- Hermann A. Eplée (1908–1973), Politiker (CDU), MdB, Ratsmitglied in Soltau von 1947 bis 1951
- Hans-Heinz Schütt (1908–1984), SS-Scharführer, Stadtrat in Soltau
- Eberhard von Breitenbuch (1910–1980), Widerstandskämpfer, Forstmeister in Soltau
- Willi Eggers (1911–1979), Schriftsteller, Lehrer in Soltau
- Joachim Grauenhorst (1917–1998), Journalist und Maler, leitete die Böhme-Zeitung
- Helga Köhler (1925–2014), Springreiterin, leistete Kriegsdienst in Soltau ab
- Heinrich Kröger (1932–2025), Pastor und Autor, Pastor in Soltau 1959–1994
- Kurt Palis (* 1937), Politiker (SPD), MdB, Ratsmitglied in Soltau 1991–1993
- Sigrid Drewke (* 1937), Köchin, Wirtin der Schützenstuben in Soltau 1961–2016
- Heinz-Günter Bargfrede (* 1942), Politiker (CDU), MdB, Postbeamter in Soltau
- Wolfgang Engels (* 1943), DDR-Flüchtling, Lehrer in Soltau
- Hans-Jürgen Tiemann (* ca. 1950), Unternehmer und Rennfahrer, eröffnete 1978 den Heide-Park Soltau
- Pablo Ardouin (* 1951), chilenischer Musiker, lebt in Soltau
- Eckhard Gorka (* 1955), Landessuperintendent, Superintendent in Soltau 1993–2000
- Karl-Hinrich Manzke (* 1958), Landesbischof, Pastor in Soltau 1988–1995
- Helmut von Finck (* 1959), Gestütsbesitzer, Betreiber des Gestüts Wiedingen
- Frank Klingebiel (* 1964), Politiker (CDU), arbeitete beim Bundesvermögensamt in Soltau

### Ehrenbürger
Die Ehrenbürgerwürde wird an Personen verliehen, die sich für die Gemeinde besonders verdient gemacht haben. Die Ehrenbürgerschaft erlischt mit dem Tod des Betroffenen. Derzeit hat Soltau keinen lebenden Ehrenbürger.
- Eduard Röders, Fabrikant, verliehen am 3. November 1912
- Wilhelm Röders, verliehen am 29. August 1937
- Otto Telschow, Nationalsozialist, verliehen am 29. August 1937, aberkannt am 13. Februar 2014
- Otto Röders, Fabrikant, verliehen 1961
- August Röders, Fabrikant, verliehen 1963
- Hartwig Lindloff, Bürgermeister, verliehen 1977
- Friedrich Einhoff, Maler, verliehen 1988
- Wilhelm Wortmann, Stadtentwickler, verliehen 1993